# Movimento per i diritti civili degli afroamericani

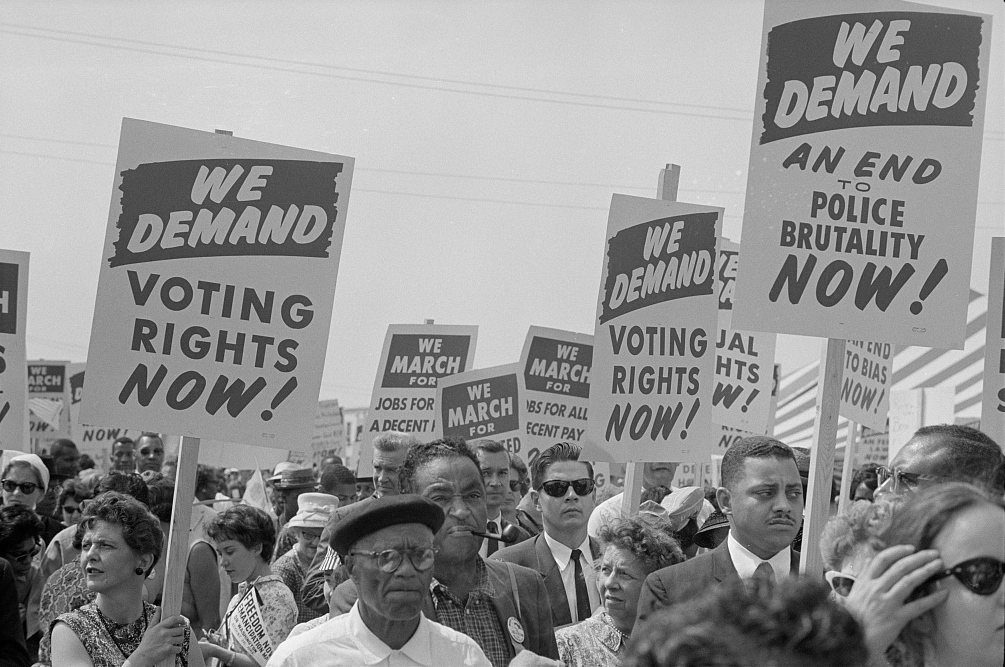
Manifestanti con cartelli durante la marcia su Washington, 1963.

Il movimento per i diritti civili degli afroamericani (noto anche come movimento per i diritti civili degli anni sessanta, in lingua inglese 1960s Civil Rights Movement) consta di movimenti sociali negli Stati Uniti i cui obiettivi erano porre fine alla segregazione razziale e alla discriminazione contro gli afroamericani, per garantire il riconoscimento legale e la protezione federale dei diritti di cittadinanza elencati nella Costituzione. Il movimento è anacronisticamente attribuito agli “afroamericani”, anacronisticamente perché tale termine entrò nel linguaggio comune statunitense soltanto qualche decennio più tardi.
Generalmente, la leadership di questi movimenti era nelle mani di un esponente afroamericano, ma gran parte del sostegno politico e finanziario provenne dai sindacati (guidati da Walter Reuther), da alcune associazioni religiose e da importanti uomini politici bianchi, come Hubert Humphrey e Lyndon B. Johnson.
Il movimento è stato caratterizzato da importanti campagne di resistenza civile. Tra il 1955 e il 1968, gli atti di protesta non violenta e la disobbedienza civile hanno prodotto situazioni di crisi e dialoghi produttivi tra gli attivisti e le autorità governative. Imprese, governi e comunità locali, statali e federali spesso hanno dovuto rispondere immediatamente a queste situazioni che hanno evidenziato le ingiustizie affrontate dagli afroamericani. Tra le forme di protesta e/o di disobbedienza civile è degno di nota il boicottaggio degli autobus a Montgomery (1955-1956) in Alabama, così come il "sit-in" del 1960 a Greensboro nella Carolina del Nord e i vari cortei, tra cui la marcia da Selma a Montgomery (1965) in Alabama.
Importanti traguardi raggiunti grazie a questi movimenti includono il disegno di legge Civil Rights Act del 1964, che vietò la discriminazione basata sulla razza, il colore della pelle, la religione, il sesso o le origini in ogni pratica di lavoro, per non parlare della fine della diseguale registrazione degli elettori e della segregazione nelle scuole, sul posto di lavoro e nelle aree pubbliche. L'anno seguente, nel 1965, fu approvato il Voting Rights Act, che restaurò la tutela del diritto di voto esteso a tutti i cittadini americani; dello stesso anno sono anche la legge sull'immigrazione, che ha aperto un ingente flusso di immigrati provenienti da diverse aree del Nord Europa e il Fair Housing Act del 1968 che vietò la discriminazione nella vendita o nella locazione di abitazioni.
Nonostante tali movimenti si siano registrati prevalentemente nel Sud, le proteste ispirarono i giovani di tutti gli Stati Uniti e del resto del mondo, guidando molte associazioni europee alle rivolte degli anni Sessanta. Molte rappresentazioni popolari del movimento sono incentrate sulla leadership e sulle predicazioni di Martin Luther King Jr., che vinse il Premio Nobel per la pace nel 1964 per il suo ruolo nel movimento divenendo una guida nonché fonte di ispirazione per molti altri leader a venire.

## Gli antefatti

### Gli anni della Guerra Civile e della Ricostruzione
Gli Stati Confederati prima del 15 aprile 1861
     Gli Stati Confederati dopo il 15 aprile 1861
     Stati dell'Unione che permettevano la schiavitù
     Stati dell'Unione che avevano abolito la schiavitù
     Territori non ancora suddivisi in stati, sotto il controllo dell'Unione

Gli Stati Confederati prima del 15 aprile 1861
Gli Stati Confederati dopo il 15 aprile 1861
Stati dell'Unione che permettevano la schiavitù
Stati dell'Unione che avevano abolito la schiavitù
Territori non ancora suddivisi in stati, sotto il controllo dell'Unione

Prima della guerra civile americana, quasi quattro milioni di neri non avevano diritto alla libertà né tanto meno al voto, considerato che per la quasi totalità erano ridotti in schiavitù. Soltanto gli uomini bianchi con una certa proprietà e un certo censo potevano votare e successivamente il Naturalization Act, la legge sulla naturalizzazione del 1790, limitò la cittadinanza (e con essa la partecipazione alla vita politica) ai soli bianchi. A seguito della guerra civile, a metà dell'Ottocento, furono approvati tre emendamenti costituzionali, tra cui il XIII Emendamento del 1865, con il quale si concluse ufficialmente la schiavitù, dopo le pressioni fatte dal presidente Abraham Lincoln, successivamente assassinato per il suo operato. Il XIV Emendamento del 1868 diede la cittadinanza anche agli afroamericani e ci furono diverse proposte di riformare il Congresso per includere le popolazioni del Sud. L'altro emendamento, il XV del 1870, diede ai cittadini afroamericani maschi il diritto di voto, tenendo conto che all'epoca le donne, sia bianche che nere, non potevano votare. Dal 1865 al 1877, gli Stati Uniti vissero una turbolenta "era della ricostruzione" (Reconstruction Era) cercando a tutti i costi di garantire lavoro e diritti a tutti i cittadini, ma soprattutto garantire i diritti civili anche ai liberti del Sud, una volta conclusasi la schiavitù. Purtroppo, molte comunità bianche, abituate alla schiavitù, resistettero ai cambiamenti sociali che, seppur radicali, non impedirono il proliferare di movimenti ribelli quali il Ku Klux Klan, i cui membri tentavano di mantenere intatta la supremazia della razza bianca.
Nel 1871, il presidente Ulysses S. Grant, l'esercito americano ed il procuratore generale Amos T. Akerman, avviarono una campagna per reprimere il KKK tramite gli Enforcement Acts (gli atti di esecuzione). Alcuni Stati erano un po' riluttanti ad applicare misure federali così rigide. Ai primi anni 1870, altri gruppi per la supremazia bianca si fecero avanti e ci si accorse della profonda spaccatura tra la comunità bianca e quella nera, specialmente delle disuguaglianze esistenti nei confronti del suffragio.

### La perdita dei diritti di voto
Nel 1876 furono contestate le elezioni e si pose fine al periodo della Ricostruzione. Con le truppe federali allo sbaraglio e senza più l'appoggio locale, i bianchi del Sud ripresero il pieno controllo politico entro la fine del secolo, dopo aver intimidito o violentemente attaccato i neri e i loro sostenitori sia prima che a seguito delle elezioni.
Dal 1890 al 1908, gli Stati del Sud approvarono Costituzioni speciali e leggi per privare gli afroamericani del diritto di voto (disenfranchise) mediante la creazione di vari ostacoli per la registrazione degli elettori, che in parte colpì anche i bianchi di bassa estrazione sociale. I risultati di affluenza alle urne e le opposizioni diminuirono drasticamente mentre i neri furono costretti, mano a mano, ad abbandonare la politica. Se da una parte si stavano compiendo alcuni progressi, specialmente al Nord, negli stati del Sud queste legislazioni rimasero in vigore fino alla metà degli anni 1960, quando finalmente il diritto di voto, senza discriminazioni, fu esteso ovunque. Per più di 60 anni, quindi, i neri del Sud non poterono votare qualcuno che difendesse i loro interessi al Congresso o nel governo locale. Per di più, dato che non potevano votare, non potevano neppure fare parte di giurie locali.
In questo periodo, il Partito Democratico (dominato dai bianchi) mantenne il controllo politico del Sud. Poiché la maggior parte dei suoi iscritti si dimostravano ostili nei confronti della popolazione nera, tale partito ebbe un grande successo nel Sud e rappresentò a lungo un potente blocco politico in fatto di voti al Congresso. I partiti capeggiati o sostenuti dai neri divennero insignificanti, quando il diritto di voto fu limitato e i bianchi segregazionisti presero il controllo. Il Partito Repubblicano (il "partito di Lincoln" a cui apparteneva la maggior parte dei neri americani) perse parecchi iscritti laddove i neri furono estromessi dalle urne (nelle remote aree unioniste degli Appalachi, per esempio). Presero piede delle fazioni anti-neri all'interno dei repubblicani, soprattutto in Texas.
Nel 1901 il presidente Theodore Roosevelt invitò Booker T. Washington (presidente della Tuskegee University) a cena alla Casa Bianca, facendo di lui il primo afroamericano a partecipare ad una cena ufficiale. L'invito fu aspramente criticato da politici meridionali e vari giornali. Washington convinse il presidente a nominare più neri per i posti federali nel Sud e a cercare di aumentare la leadership afroamericana nelle organizzazioni repubblicane statali. Tuttavia, questo gesto a favore dell'integrazione vide la netta opposizione dei Democratici bianchi e dei Repubblicani bianchi, entrambi straordinariamente d'accordo quando si trattava di tenere alla larga i neri dalla politica del Paese, un tentativo da essi reputato come "un'intrusione" in questioni che non li riguardavano.

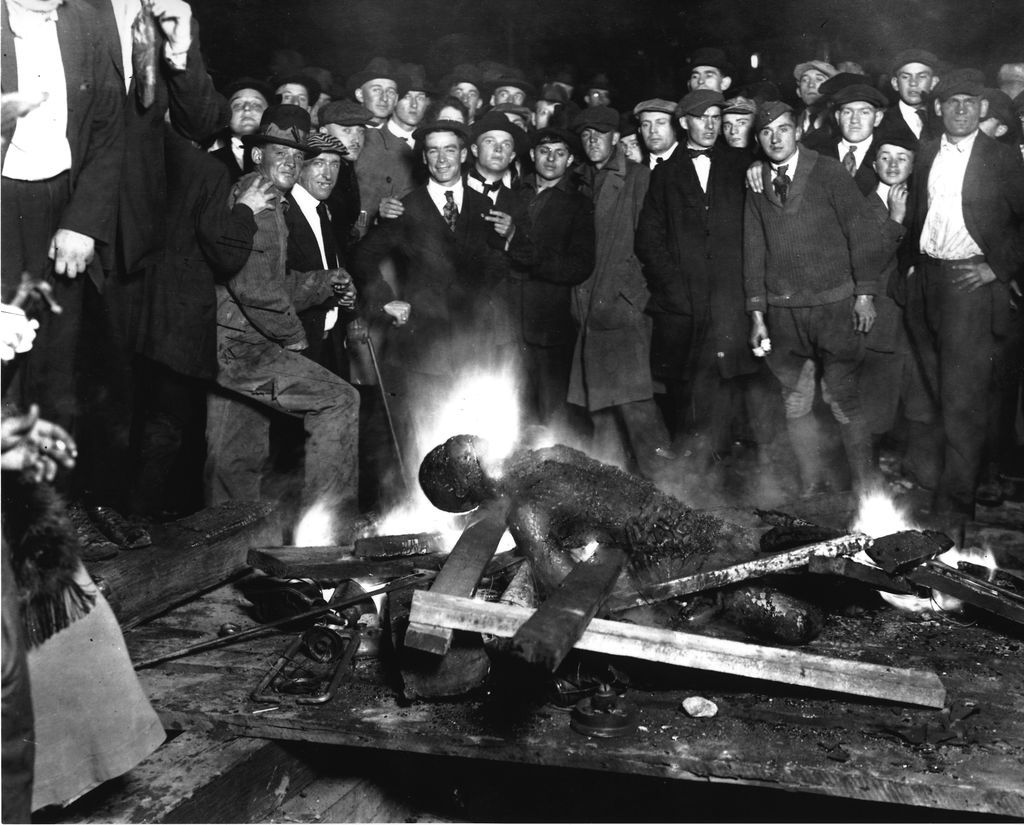
Will Brown, vittima di linciaggio, dopo essere stato mutilato fu bruciato vivo durante una rivolta ad Omaha, nel 1919. Foto come questa divenivano cartoline da spedire ad amici e parenti.

Dopo aver privato i neri del diritto di voto, gli uomini bianchi del Sud imposero le leggi della segregazione razziale, comportando un aumento degli episodi di violenza contro gli afroamericani, soprattutto i casi di linciaggio. Si instaurò il cosiddetto sistema delle "leggi Jim Crow" per giustificare la discriminazione e l'oppressione subita dalle comunità afroamericane. La Corte Suprema degli USA, seppur costituita quasi interamente da uomini del Nord, confermò la legittimità di questi provvedimenti a seguito del processo Plessy contro Ferguson del 1896, in cui introdusse la dottrina del "separati ma uguali": ai neri dovevano essere concesse le stesse infrastrutture e possibilità dei bianchi (come scuole, ristoranti e mercati) purché questi fossero separati dai luoghi di aggregazione dei bianchi. La segregazione, per certi versi già iniziata ai tempi della schiavitù, proseguì sotto le leggi Jim Crow quando in tutto il paese comparvero dei cartelli che ricordavano ai neri dove era consentito loro passeggiare, parlare, mangiare, riposare o studiare. In quei locali dove era impossibile separare i bianchi dai neri, alle minorante non-bianche era richiesto di aspettare che tutti i clienti bianchi avessero svolto il loro dovere (o che avessero finito di mangiare, nel caso di luoghi di ristoro). Nel 1912 il presidente Woodrow Wilson, su pressione dei membri meridionali del suo governo, ordinò che le leggi segregazioniste fossero estese anche ai luoghi di lavoro in tutto il paese.
Agli inizi del Novecento le tensioni razziali intestine alla società americana toccarono il fondo e il numero di linciaggi raggiunse il suo massimo, specialmente al sud. Su scala nazionale, poi, i politici del sud costituirono un blocco compatto che impedì il passaggio di leggi contro il linciaggio e le discriminazioni razziali.
Nel XX secolo, dunque, le caratteristiche dell'epoca post-Ricostruzione si possono esemplificare in pochi punti salienti:
- Segregazione razziale. Per legge, le strutture pubbliche e i servizi erogati dal governato (come l'istruzione) prevedevano spazi per soli bianchi e per soli neri.[17] Generalmente quelle riservate ai neri erano di più scarsa qualità e ricevevano meno finanziamenti.
- Privazione del diritto di voto. Quando i Democratici bianchi salirono di nuovo al potere, le loro legislazioni divennero più severe e complicarono l'accesso alle urne ai cittadini neri che, di conseguenza, si ritrovarono incapaci di votare qualcuno che li difendesse o comunque di eleggere un rappresentante degli afroamericani. Dal 1890 al 1908 il numero di elettori neri diminuì drasticamente e anche alcuni cosiddetti "bianchi poveri" (comunità di bianchi meno abbienti) furono esclusi dalla vita politica.
- Sfruttamento. A fronte delle difficoltà economiche che i neri (ed in seguito minoranze latine e asiatiche) dovevano affrontare, in molti decisero di accettare lavori dove venivano sfruttati e sottopagati, oppure subivano notevoli discriminazioni sul luogo di lavoro ed un impiego poteva essere loro negato semplicemente perché neri.
- Violenza. Gli episodi di violenza erano all'ordine del giorno. Da una parte i bianchi opprimevano continuamente i neri nella loro quotidianità, dall'altra anche all'interno delle comunità afroamericane il malcontento e le discriminazioni generavano tumulti che spesso sfociavano in rivolte.Raduno del KKK a Chicago, circa 1920.

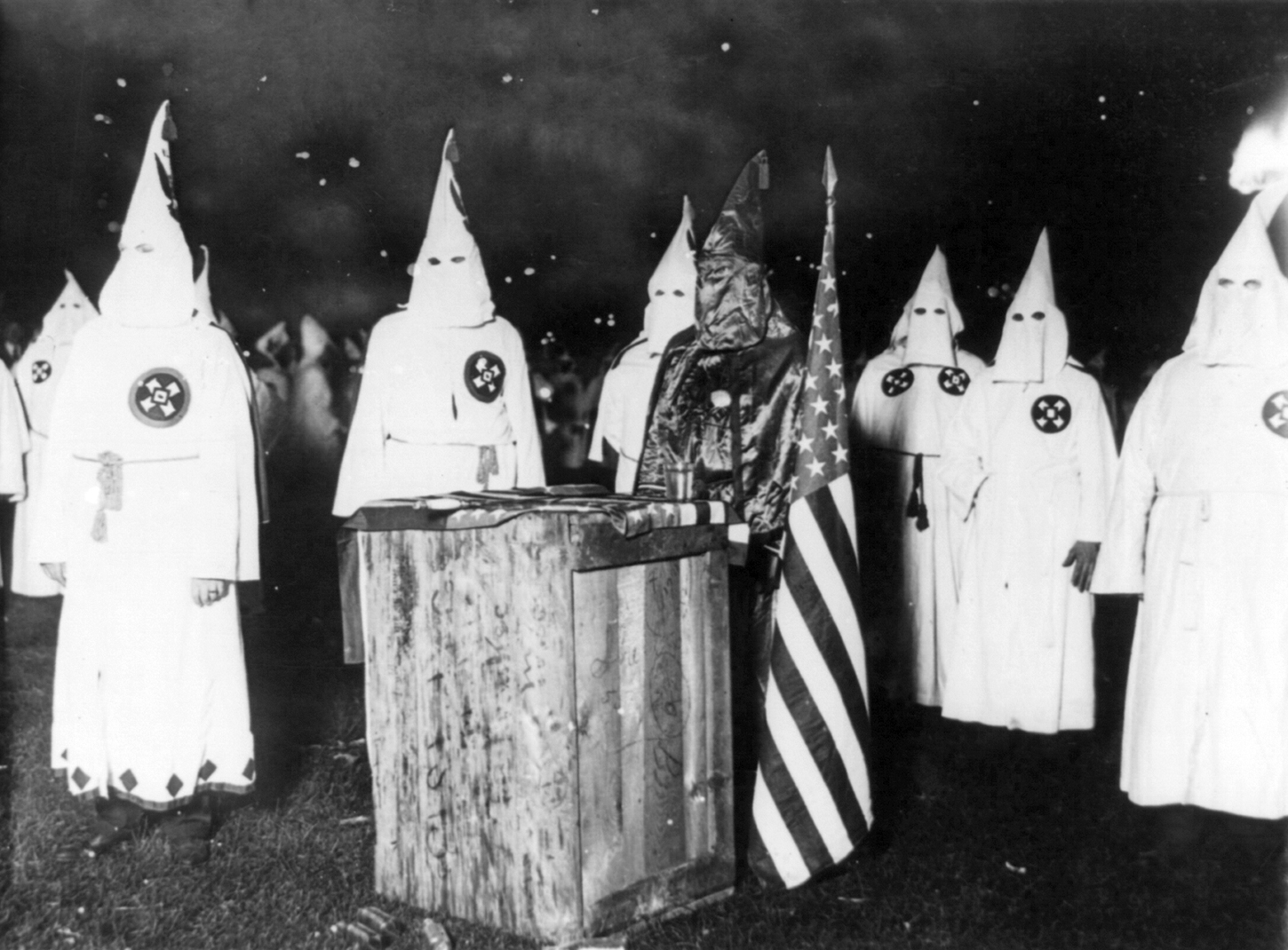
Raduno del KKK a Chicago, circa 1920.

Per cercare di resistere a questo regime, le comunità afroamericane si riunirono in una nuova associazione chiamata National Association for the Advancement of Colored People (NAACP), fondata nel 1909. L'obiettivo era porre fine alla segregazione razziale sfidando le élite bianche avviando cause, vertenze mediatiche e con tentativi di lobbismo. Un primo trionfo fu l'esito della causa Brown v. Board of Education (1954), quando la Corte Suprema ordinò che la segregazione nelle scuole pubbliche era incostituzionale e rigettò la dottrina del "separati ma uguali" rimasta in vigore dal 1896. La decisione unanime della Corte portò molti stati ad una maggiore, seppur graduale integrazione degli studenti all'interno delle scuole, ma in alcune aree del Sud i presidi si ribellarono chiudendo direttamente alcune scuole.
L'integrazione al Sud rimase un ostacolo insormontabile fino agli Sessanta. Nonostante le manifestazioni, le marce, i sit-in e le proteste in genere nonviolente, estremisti quali i membri del Ku Klux Klan continuarono la loro lotta contro gli afroamericani. Per esempio, nel 1963 due cittadini neri di Anniston, Alabama furono brutalmente picchiati per aver tentato di aprire le biblioteche pubbliche a bianchi e neri.

### Gli anni tra le due guerre mondiali

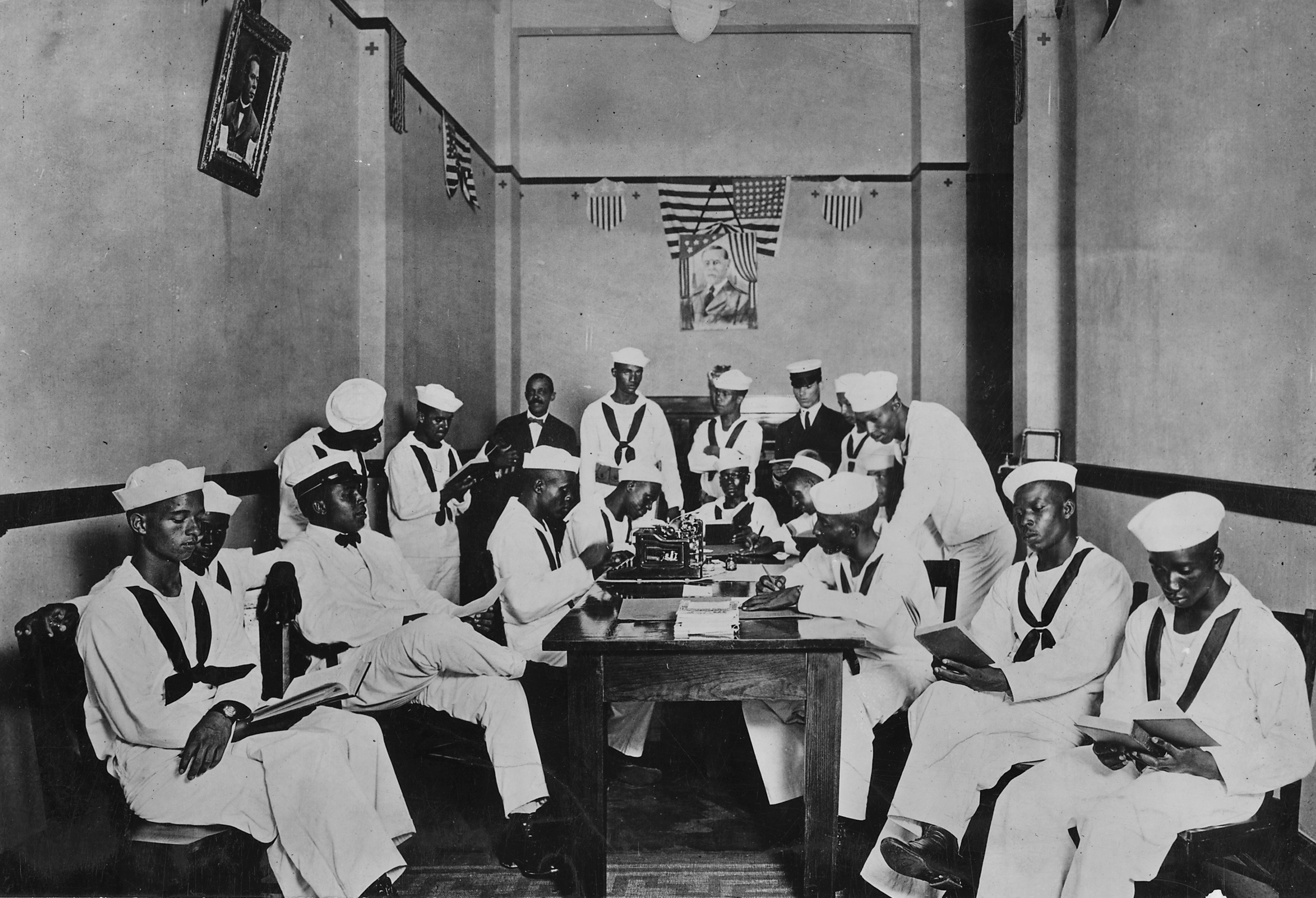
Marinai di colore segregati durante la prima guerra mondiale (1917-1918).

Quando gli Stati Uniti presero parte alla prima guerra mondiale (1917), gli afroamericani desiderarono ardentemente di dimostrare il proprio patriottismo nella speranza di essere finalmente riconosciuti cittadini alla pari dei bianchi. Giunta la notizia del coinvolgimento degli USA nel conflitto, oltre ventimila neri si arruolarono nell'esercito e nel giro di pochi mesi il numero di soldati di colore superò le 700'000 unità. Ai neri, tuttavia, non fu concesso di entrare nel corpo dei Marines a meno che non volessero assolvere a umili compiti. Per il resto, i soldati afroamericani potevano unirsi a qualsiasi branca dell'esercito eccezion fatta per l'aviazione.
Tuttavia, ben presto anche il settore militare si dotò di leggi razziali. I campi di addestramento come Fort Des Moines (Iowa) divenne un campo segregato nel 1917 dove oltre seicento soldati neri furono addestrati come capitani o luogotenenti. Nonostante il prezioso contributo prestato dai soldati neri agli alleati europei, gli afroamericani continuarono ad essere trascurati dall'opinione pubblica americana. Scoraggiati per il trattamento subito, essi capirono che al rientro in patria non sarebbe cambiato nulla nonostante l'apprezzamento mostrato dagli alleati europei.

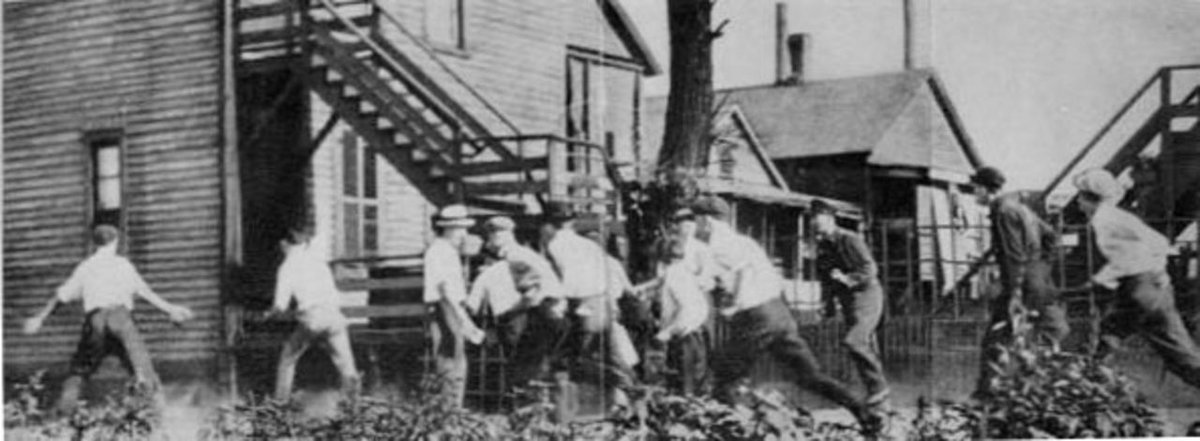
Una banda di bianchi violenti si accanisce contro dei neri a Chicago (1919).

Fu così che tra il 1910 e il 1970 (e soprattutto nel secondo dopoguerra) gli afroamericani migrarono verso nord o verso la costa ovest in cerca di migliori condizioni di vita: oltre sette milioni di neri lasciarono il sud del paese in quella che divenne nota come la Grande emigrazione afroamericana. Alcuni stati del sud, diminuendo la percentuale di afroamericani, divennero ancora di più a prevalenza bianca e questo li fece sentire ancora più legittimati a rafforzare le discriminazioni razziali.

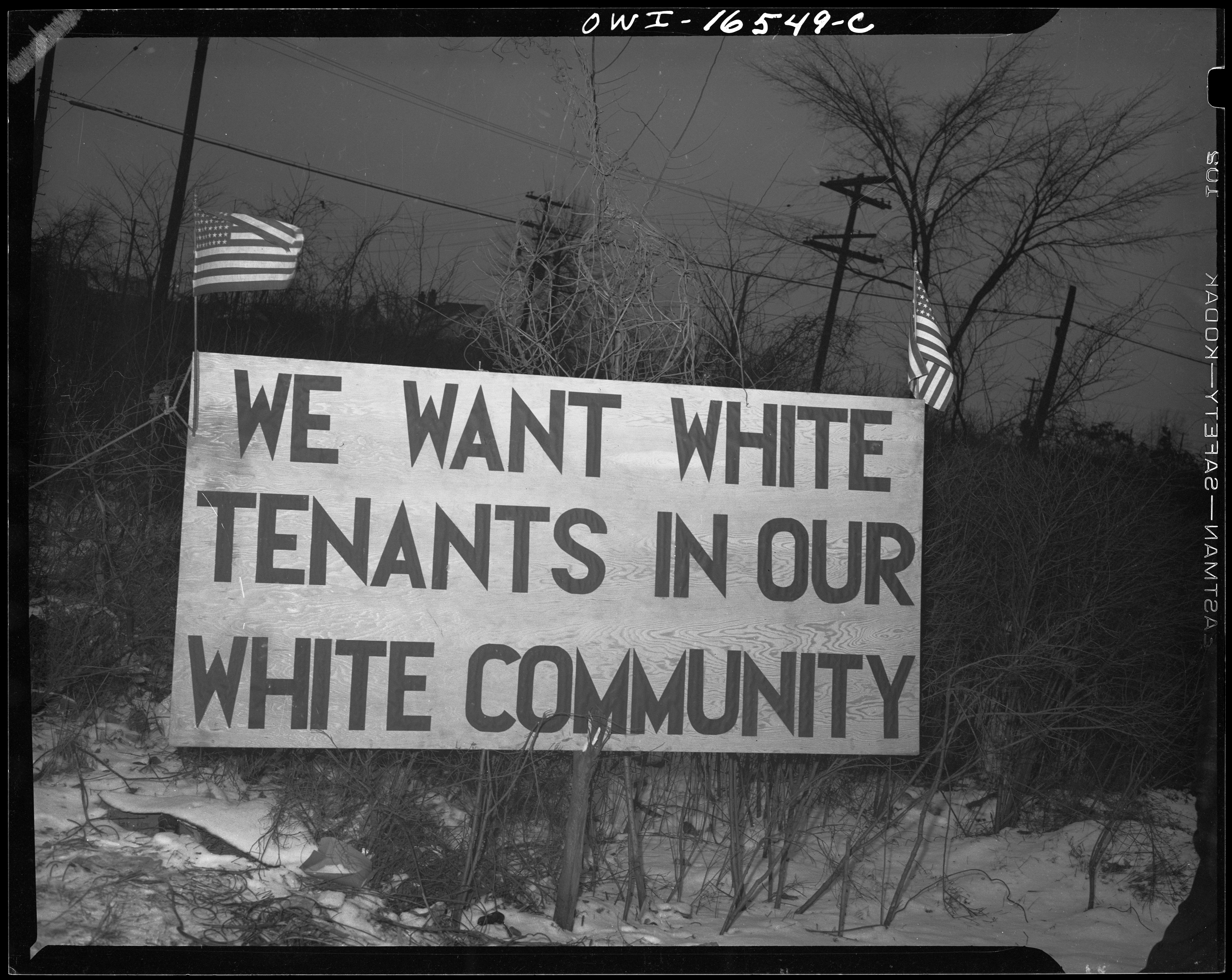
Uno striscione a Detroit nel 1942: "Vogliamo inquilini bianchi nella nostra comunità bianca".

Una volta rimpatriati, i veterani ebbero difficoltà a trovare lavoro e si allearono con i sindacati. Nel 1919 scoppiarono delle rivolte in tutti gli Stati Uniti, culminando con l'uccisione di cittadini afroamericani in almeno una quarantina di città, tra cui Chicago e Omaha. Anche al Nord si assistette ad un incremento della diffidenza e del razzismo verso gli afroamericani, accusati di aver incrementato la criminalità in quartieri altrimenti tranquilli e di aver portato con sé delle malattie. Gli stereotipi sui neri si diffusero anche nel mondo del lavoro settentrionale, rendendo difficile ad un cittadino nero richiedere un prestito o comprare una casa in un quartiere prevalentemente bianco. In città come Chicago, Baltimora, Detroit, Milwaukee, Los Angeles, Seattle e St. Louis si voleva far sì che i quartieri con residenti bianchi accettassero solamente altri residenti bianchi.
Quando il presidente Franklin Delano Roosevelt promosse il New Deal, molti neri trasferitisi al Nord si entusiasmarono di nuovo per la politica e si affiliarono al Partito Democratico negli anni Trenta. Roosevelt emanò il primo ordine federale per bandire la discriminazione e creò il Fair Employment Practice Committee, un comitato che garantisse ai cittadini neri un equo trattamento quando in cerca di un lavoro. Fu solo nel 1948 che il presidente Harry Truman abolì la segregazione nell'esercito.
Intanto le tensioni razziali tra quartieri di soli bianchi e soli neri cominciarono a preoccupare, anche se diversi bianchi non si fecero problemi a trasferirsi in quartieri più multietnici. Tra gli anni Trenta e gli anni Sessanta, tuttavia, l'associazione nazionale delle agenzie immobiliari (NAREB) impose ai propri dipendenti di non concedere affitti o mostrare case a tutti quei cittadini che potrebbero causare scompiglio nel vicinato oppure la cui presenza nella casa ne possa diminuire il valore. Il risultato fu che in molti, non volendo vivere vicino a delle case abitate da afroamericani, preferivano trasferirsi altrove, costringendo gli agenti immobiliari ad abbassare il valore delle tenute pur di trovare degli inquilini. Allo stesso tempo si crearono dei veri e propri ghetti di afroamericani dove si replicavano le stesse discriminazioni già discusse per il Sud del paese.
Esistevano ancora le leggi contro i matrimoni misti, osteggiati anche dal presidente Lincoln stesso. Intorno al 1900 38 stati impedivano matrimoni misti e nel 1924 leggi discriminatorie del genere sussistevano ancora in 29 stati. Il matrimonio interraziale fu legalizzato in California nel 1948, ma nel 1957 la relazione dell'attore Sammy Davis Jr. con l'attrice bianca Kim Novak causò comunque scalpore. Davis decise quindi sposare brevemente una ballerina di colore per evitare ulteriori scandali. Nel 1958, infine, Richard e Mildred Loving furono accusati di "reato" dalle autorità della Virginia per essere una coppia mista e rischiarono cinque anni di carcere.

### Le proteste
A seguito della storica sentenza del 1954 (Brown contro la Commissione per l'Istruzione), il movimento per i diritti civili degli afroamericani organizzò delle strategie di "azione diretta" che ben presto ne divennero l'emblema: boicottaggi, sit-in, marce, i Freedom Riders... delle tattiche che si basavano sulla mobilitazione delle masse, su resistenza nonviolenta e, occasionalmente, su disobbedienza civile. Le comunità religiose, quelle laiche, gruppi di amici e attivisti, insieme a volontari anche bianchi, parteciparono a delle rivolte su scala nazionale allo scopo di sensibilizzare l'opinione pubblica, anche internazionale, sulle ingiustizie subite dalle minoranze etniche negli Stati Uniti.
Nel 1952 T.R.M. Howard, un chirurgo e imprenditore di colore, organizzò un boicottaggio delle pompe di benzina in Mississippi che non fornivano servizi igienici ai neri. Howard, inoltre, guidò delle campagne per incoraggiare i neri a depositare i risparmi nella Tri-State Bank di Nashville che, essendo gestita da banchieri neri, poteva prestare denaro agli attivisti e a coloro che subivano le ritorsioni dei White Citizens' Councils.
Nel marzo 1955 Claudette Colvin fu arrestata per non aver ceduto il proprio posto su un autobus a Montgomery, in Alabama, e si pensò di organizzare un boicottaggio degli autobus senza successo. Quando anche Rosa Parks venne arrestata a dicembre dello stesso anno, Jo Ann Gibson Robinson, del Montgomery Women's Political Council, ravvivò l'idea del boicottaggio e coinvolse numerose persone. Quella stessa notte lei, John Cannon (presidente della facoltà di economia della Alabama State University) ed altri volontari fotocopiarono e distribuirono migliaia di volantini per coinvolgere la gente nel boicottaggio. Un portavoce del boicottaggio, il giovane Martin Luther King Jr., divenne una celebrità ed una figura di riferimento per gli afroamericani di tutti gli stati e ispirò altre proteste simili in tutto il paese, come il boicottaggio degli autobus di Tallahassee (Florida), nel 1956–57.
Nel 1957, M.L. King e Ralph Abernathy si unirono ad altri attivisti, come Ella Baker, A. Philip Randolph, Bayard Rustin e Stanley Levison, per formare la Southern Christian Leadership Conference (SCLC), con sede ad Atlanta. Lo scopo dell'organizzazione era di raccogliere fondi, attingendo specialmente a risorse offerte dagli stati del Nord, per sostenere le campagne di sensibilizzazione e i boicottaggi. In quegli anni la nonviolenza divenne la firma di riconoscimento del movimento per i diritti civili nonché il fondamento per future proteste durante gli anni Sessanta in tutto il mondo.
Nel 1959 Septima Clarke, Bernice Robinson e Esau Jenkins si adoprarono per alfabetizzare un considerevole numero di neri affinché superassero il test per l'ammissione al voto. Il programma educativo riscosse un successo clamoroso ed inatteso, triplicando il numero di elettori neri nelle Sea Islands della Carolina del Sud. Il programma fu poi integrato dalla SCLC ed aiutò ad incrementare il numero di votanti afroamericani in tutti gli stati.

## Storia degli eventi chiave

### 1954:Brown vs Board of Education

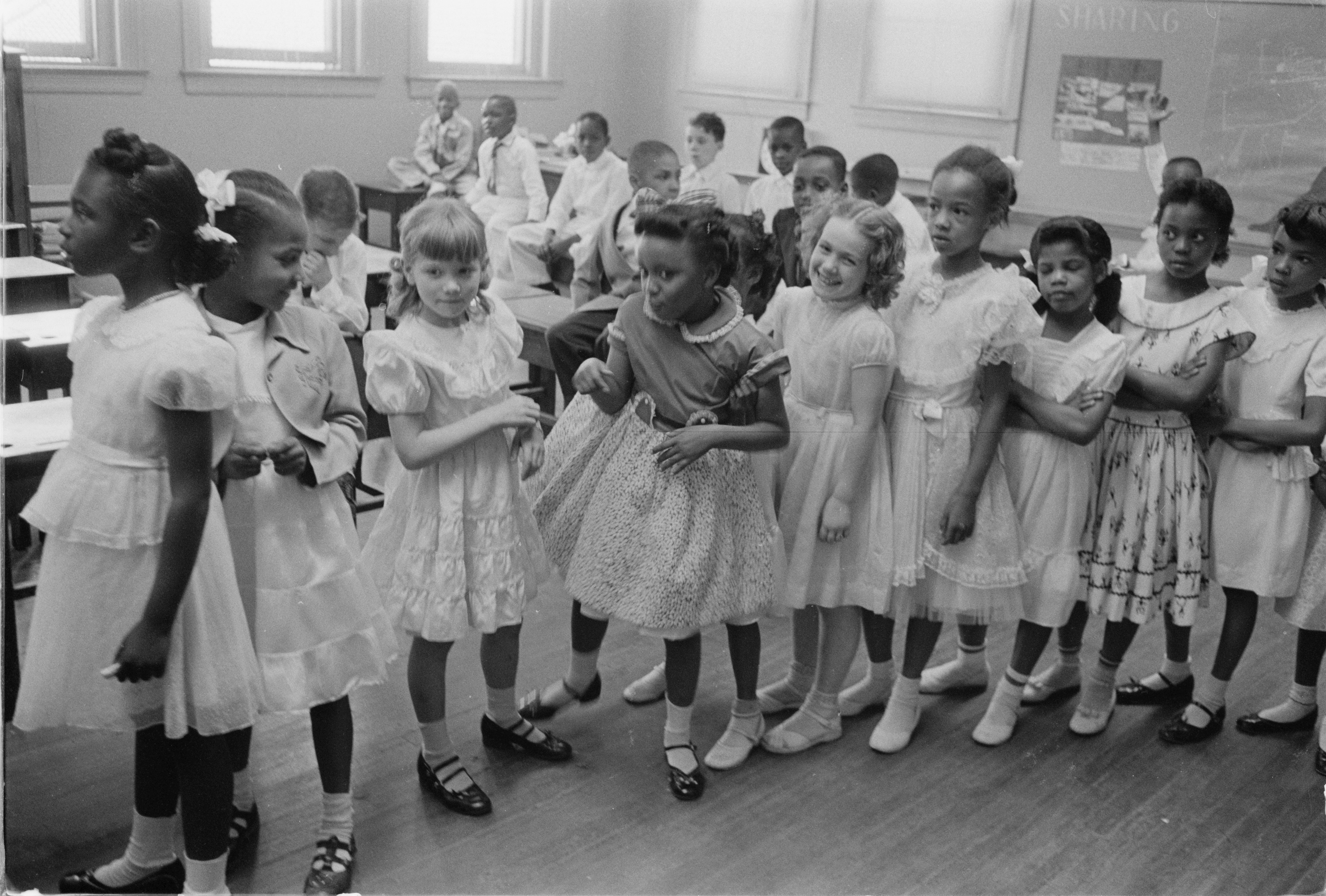
Integrazione nella Barnard School di Washington, 1955

Nella primavera del 1951, gli studenti neri in Virginia protestarono per il diseguale e segregazionista sistema educativo dello Stato. Gli studenti della Moton High School protestarono per le condizioni di sovraffollamento e la mancanza di infrastrutture e servizi. Inizialmente alcuni leader locali del NAACP cercarono di convincere gli studenti a fare marcia indietro contro le leggi di Jim Crow sulla segregazione scolastica. Quando gli studenti, però, non si adeguarono alla richiesta, alla fine anche il NAACP appoggiò le loro idee e sfidò il governo con cinque casi distinti riguardanti la segregazione scolastica. In seguito, questi cinque processi furono raccolti in uno dal nome di Brown vs. Board of Education (Brown contro il Consiglio dell'Istruzione).
Il 17 maggio 1954, la Corte Suprema degli Stati Uniti emise la sua decisione sul caso di Topeka, Kansas, in cui l'accusa sosteneva che l'istruzione dei bambini neri in scuole diverse da quelle dei bianchi era da ritenersi anticostituzionale. La Corte dichiarò che:
(Corte Suprema degli Stati Uniti, "Brown v. Board of Education", 1954)
Gli avvocati del NAACP dovettero raccogliere alcune prove plausibili al fine di vincere la causa di Brown versus Board of Education. Il loro modo di affrontare il problema della segregazione scolastica fu quello di elencare vari argomenti. Uno di loro riguardava ad avere un'esposizione a contatto interrazziale in un ambiente scolastico. Si diceva che avrebbe, a sua volta, contribuito a prevenire che i bambini vivessero con le pressioni che la società esercita sulle minoranze e, pertanto, ad avere una migliore possibilità di maturare e vivere in un clima di democrazia. Inoltre, un altro argomento era in riferimento enfatico su come l'educazione comprenda "l'intero processo di sviluppo e di formazione di un essere umano, specialmente le sue abilità mentali, fisiche e morali".
Risa Goluboff scrisse che l'intenzione del NAACP era quella di mostrare alla Corte che i bambini afroamericani erano vittime della segregazione scolastica e che il loro futuro era a rischio. La Corte stabilì, dunque, che sia il caso Plessy v. Ferguson (1896), che aveva stabilito lo standard "separati ma uguali", sia Cumming v. Richmond County Board of Education (1899), che aveva applicato tale norma alle scuole, erano di fatto incostituzionali.
Il governo federale presentò un amicus curiae sollecitando i giudici a considerare l'effetto che la segregazione avrebbe avuto sull'immagine dell'America nella pieno della guerra fredda e di fronte agli occhi del mondo. Il segretario di stato Dean Acheson fu citato nel documento dopo aver affermato che "gli Stati Uniti sono sotto attacco costante nella stampa estera, alla radio straniera, ed in certi organismi internazionali come le Nazioni Unite a causa delle varie pratiche di discriminazione".
L'anno successivo, nel caso noto come Brown II, il tribunale condannò la segregazione e scelse di eliminarla gradualmente nel corso del tempo, con ogni mezzo necessario. Brown v. Board of Education di Topeka, Kansas (1954) non rovesciò il caso Plessy v. Ferguson (1896). Plessy v. Ferguson riguardava, infatti, la segregazione sui mezzi di trasporto. Brown contro. Board of Education affrontò la causa dal punto di vista dell'istruzione ma ebbe anche il merito di innescare una serie di eventi che, negli anni a seguire, portarono al completo abbandono del motto "separati ma uguali".
Il 18 maggio 1954 Greensboro, in Carolina del Nord, diventò la prima città del Sud ad annunciare pubblicamente che avrebbe rispettato la sentenza della Corte Suprema. "È impensabile", osservò Il sovrintendente del consiglio scolastico Benjamin Smith, "cercare di ovviare alle leggi degli Stati Uniti". Questa positiva accoglienza per il caso Brown, insieme alla nomina del Dr. David Jones, un afroamericano, al consiglio scolastico nel 1953, convinse molti cittadini bianchi e neri che Greensboro si stava dirigendo in una direzione progressista. L'integrazione a Greensboro si verificò piuttosto pacificamente rispetto a quanto accaduto negli stati del sud, come Alabama, Arkansas e Virginia, dove una "resistenza massiccia" fu opposta da alti funzionari e vari organi dei suddetti Stati. In Virginia, alcune contee chiusero le loro scuole pubbliche, piuttosto che integrarsi con i neri, e molte scuole private cristiane bianche furono fondate solo per ospitare gli studenti che prima andavano in tali alle scuole pubbliche. Anche a Greensboro si fecero avanti tentativi di resistenza locale contro la desegregazione e nel 1969 il governo federale trovò che la città non era in conformità con il Civil Rights Act del 1964. Una transizione verso un sistema scolastico completamente integrato non cominciò fino al 1971.
Anche molte città del Nord ebbero politiche di segregazione de facto, che provocarono un vasto abisso tra le risorse educative a disposizione delle comunità bianche e quelle a disposizione dei neri. Ad Harlem, New York, per esempio, nessuna nuova scuola fu costruita dopo la fine del secolo, né esisteva una sola scuola materna - nonostante la Seconda Grande Migrazione stesse causando sovraffollamento. Le scuole esistenti tendevano ad essere fatiscenti e con personale ed insegnanti inesperti. Brown aiutò a stimolare l'attivismo tra i genitori di New York City come Mae Mallory la quale, con il supporto del NAACP, avviò con successo una causa legale contro la città e lo Stato basandosi sui principi del caso Brown. Mallory e migliaia di altri genitori rafforzarono la pressione esercitata dal processo sugli organi giudiziari newyorchesi con un boicottaggio delle scuole nel 1959. Durante il boicottaggio, alcune delle prime Freedom Schools del periodo furono fondate. La città rispose alla campagna consentendo più trasferimenti agli studenti verso scuole di alto livello o storicamente per bianchi. Ora, però, la comunità afroamericana di New York doveva fare i conti, insieme agli attivisti per la desegregazione, con il problema della coesistenza pacifica con gli altri studenti bianchi.

### L'omicidio di Emmett Till (1955)

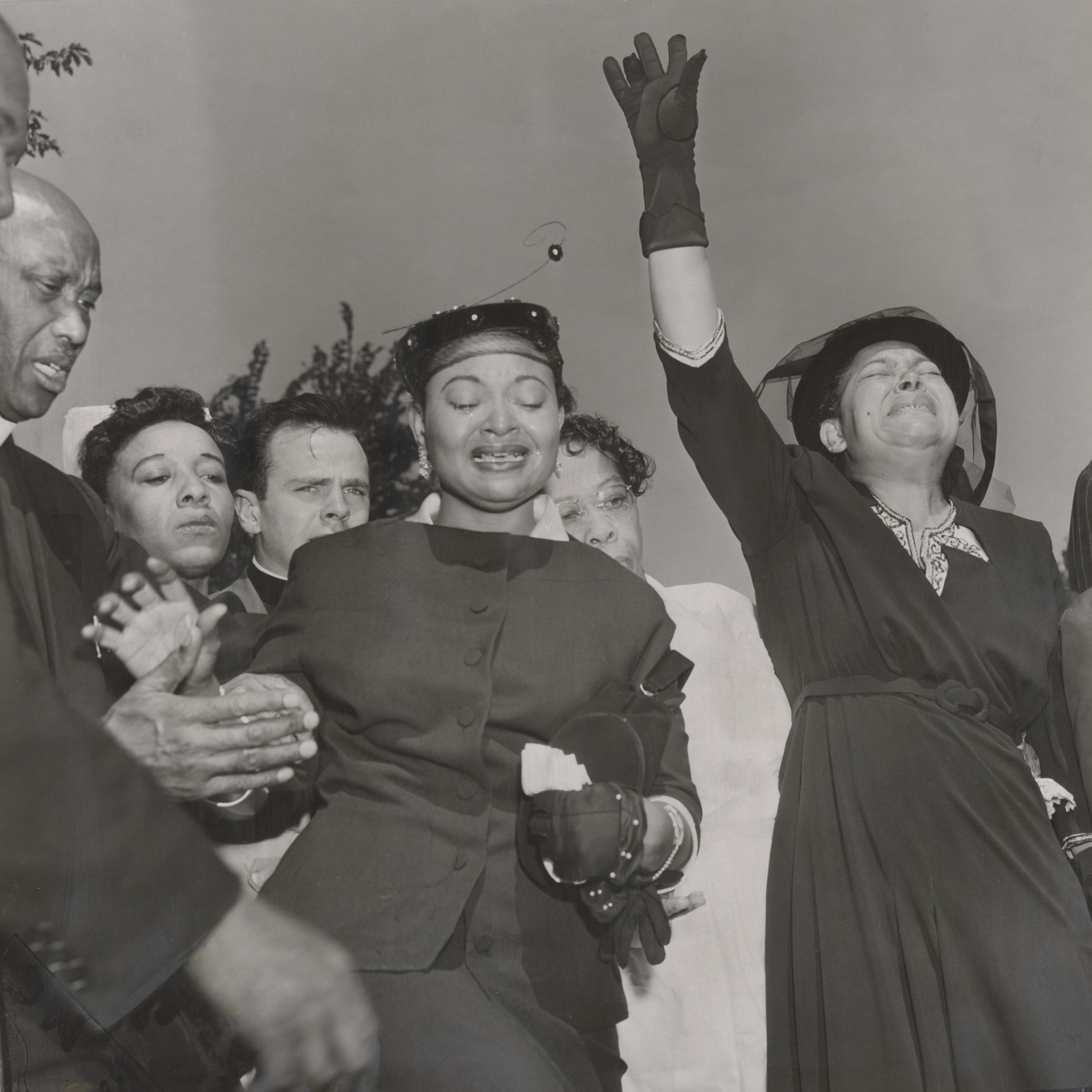
La mamma di Emmett Till al centro della foto durante i funerali del 1955.

Nell'estate del 1955 il quattordicenne Emmett Till, un afroamericano di Chicago, si trovava dai suoi parenti a Money, (Mississippi). Si dice che durante il soggiorno in città il ragazzino abbia interagito e offeso la titolare bianca di un negozio di alimentari, Carolyn Bryant, violando la consuetudine del Mississippi di non disturbare i bianchi. Roy Bryant, marito di Carolyn, e il fratellastro J.W. Milam assassinarono brutalmente il ragazzo, picchiandolo e mutilandolo prima di sparargli in testa e lasciare che il suo corpo annegasse nel fiume Tallahatchie. Tre giorni dopo il corpo di Till fu individuato e recuperato e la madre del ragazzo, Mamie Till, giunse sul posto per identificare il cadavere. Scioccata per l'accaduto, disse di voler lasciare che anche gli altri vedessero quello che aveva visto lei. Così la donna prese la salma e la riportò a Chicago, dove il corpo del ragazzo, durante i funerali, fu volutamente esposto per far sì che le migliaia di partecipanti potessero vedere coi loro occhi la brutalità dell'omicidio. Si dice che la divulgazione delle fotografie del funerale abbia rappresentato un momento cruciale per il movimento dei diritti civili, che di rado riusciva a catturare l'interesse popolare per indirizzarlo contro simili episodi di violenza. In un articolo pubblicato su The Atlantic, Vann R. Newkirk scrisse che il processo contro gli aggressori fu un triste spettacolo che mostrò a tutti la tirannia dei suprematisti bianchi. Secondo lo storico Tim Tyson, la decisione della madre fu determinante nel rendere i funerali un momento di svolta per gli attivisti.
Nel 2009 la bara di Emmett è stata donata allo Smithsonian's National Museum of African American Culture and History per essere messa in mostra. Nel 2007 la signora Bryant confessò, infine, di essersi inventata gran parte della storia che raccontò nel 1955.

### Rosa Parks e il boicottaggio degli autobus di Montgomery
I leader dei diritti civili si focalizzarono su Montgomery, in Alabama, mettendo in evidenza le estreme forme di segregazione ivi attuate. Una delle attiviste locali, Rosa Parks, il 1º dicembre 1955 si rifiutò di cedere il suo posto su un autobus pubblico ad un passeggero bianco. Fu arrestata ma in cambio il suo gesto attirò l'attenzione dei media e le diede una certa notorietà a livello nazionale, rendendola la "madre del movimento dei diritti civili". Rosa era segretaria della divisione di Montgomery del NAACP ed era da poco tornata da un incontro presso l'Highlander Center nel Tennessee dove aveva seguito lezioni sulla strategia delle proteste non violente. In seguito all'accaduto, molti afroamericani si riunirono ed organizzarono il noto boicottaggio degli autobus di Montgomery, per chiedere una revisione della legge al fine di trattare i passeggeri allo stesso modo. Dopo che la città ebbe respinto molte delle riforme suggerite dalla comunità nera, il NAACP, guidato da E. D. Nixon, si dibatté per la piena desegregazione degli autobus pubblici. Con il supporto di oltre cinquantamila afroamericani della città, il boicottaggio durò 381 giorni, finché non fu abrogata l'ordinanza locale che permetteva la segregazione di bianchi e neri sui mezzi pubblici. Il novanta percento degli afroamericani di Montgomery partecipò alle proteste, riducendo di molto le entrate del servizio dei trasporti, poiché la maggior parte dei passeggeri apparteneva alla comunità nera. Nel novembre 1956, una corte federale ordinò che gli autobus non facessero più discriminazione tra bianchi e neri e solo allora il boicottaggio cessò.
I leader locali fondarono la Montgomery Improvement Association per mantenere alto il morale degli afroamericani della città e spingerli a lottare per ottenere ancora più diritti. Martin Luther King fu eletto presidente di tale organizzazione e la manifestazione degli autobus attirò l'attenzione su di lui e la città. I suoi eloquenti appelli di fratellanza cristiana, mescolati all'idealismo americano, ispirarono molte comunità del Sud e di tutti gli Stati Uniti.

### Integrazione nelle università del Mississippi

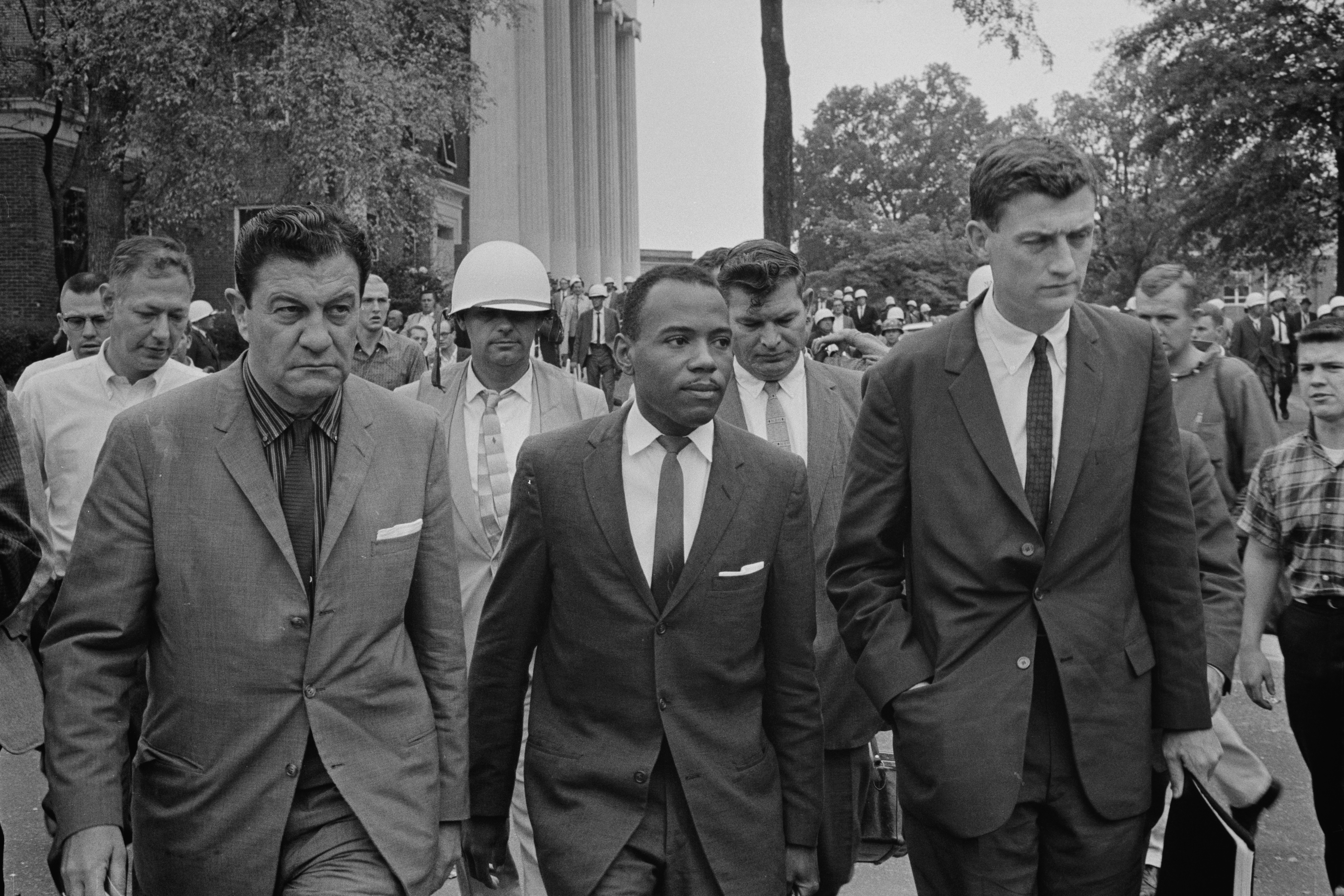
James Meredith viene scortato al campus

Tutto cominciò nel 1956 quando Clyde Kennard, un afroamericano veterano della guerra in Corea, volle iscriversi al Mississippi Southern College (ora chiamato University of Southern Mississippi) ad Hattiesburg. Il Dr. William David McCain, preside dell'istituto, ricorse alla Mississippi State Sovereignty Commission, al fine di evitare il ricorso di Kennard alle organizzazioni per i diritti civili e pubbliche accuse contro le politiche segregazioniste dello stato.
La commissione provò a contrastare il Movimento per i diritti civili mostrando quelli che riteneva fossero gli aspetti positivi della segregazione. Per inciso, raccolte dati sugli attivisti, li molestò legalmente e sfruttò boicottaggi economici contro di loro minacciando il loro posto di lavoro o spingendoli a perderlo. Tutto al fine di fermare il loro operato.
Kennard fu così arrestato due volte su false accuse ed infine condannato a sette anni in un carcere statale. Dopo tre anni di lavori forzati, Kennard fu rilasciato sulla parola dal governatore del Mississippi Ross Barnett. I giornalisti avevano fatto luce sul caso, mostrando come lo stato trattasse con poco rispetto il cancro al colon di Kennard.

Il ruolo di McCain nella faccenda è ancora da chiarirsi. Mentre provava a respingere l'ingresso di Kennard nella scuola, McCain fece un discorso a Chicago, con un viaggio sponsorizzato dalla commissione a cui si era rivolto poco prima. McCain descrisse il desiderio dei neri di eliminare la segregazione nelle scuole del Sud come una "importazione" dal Nord. McCain disse:
(Dr. William David McCain, 1956)
Il Mississippi aveva approvato una nuova Costituzione nel 1890 che effettivamente aveva precluso alla maggior parte dei neri la partecipazione alle campagne elettorali e la registrazione al voto o ai seggi. Sebbene si trattasse di una grave violazione di diritti costituzionali, autorizzata dagli emendamenti apportati dopo la Guerra di secessione, all'epoca riuscì comunque ad evitare le sentenze della Corte Suprema. Fu solo nel 1965, con l'approvazione del Voting Rights Act, che i neri del Mississippi ed altri stati del Sud poterono votare di nuovo ed essere pienamente reintegrati in ambito politico.

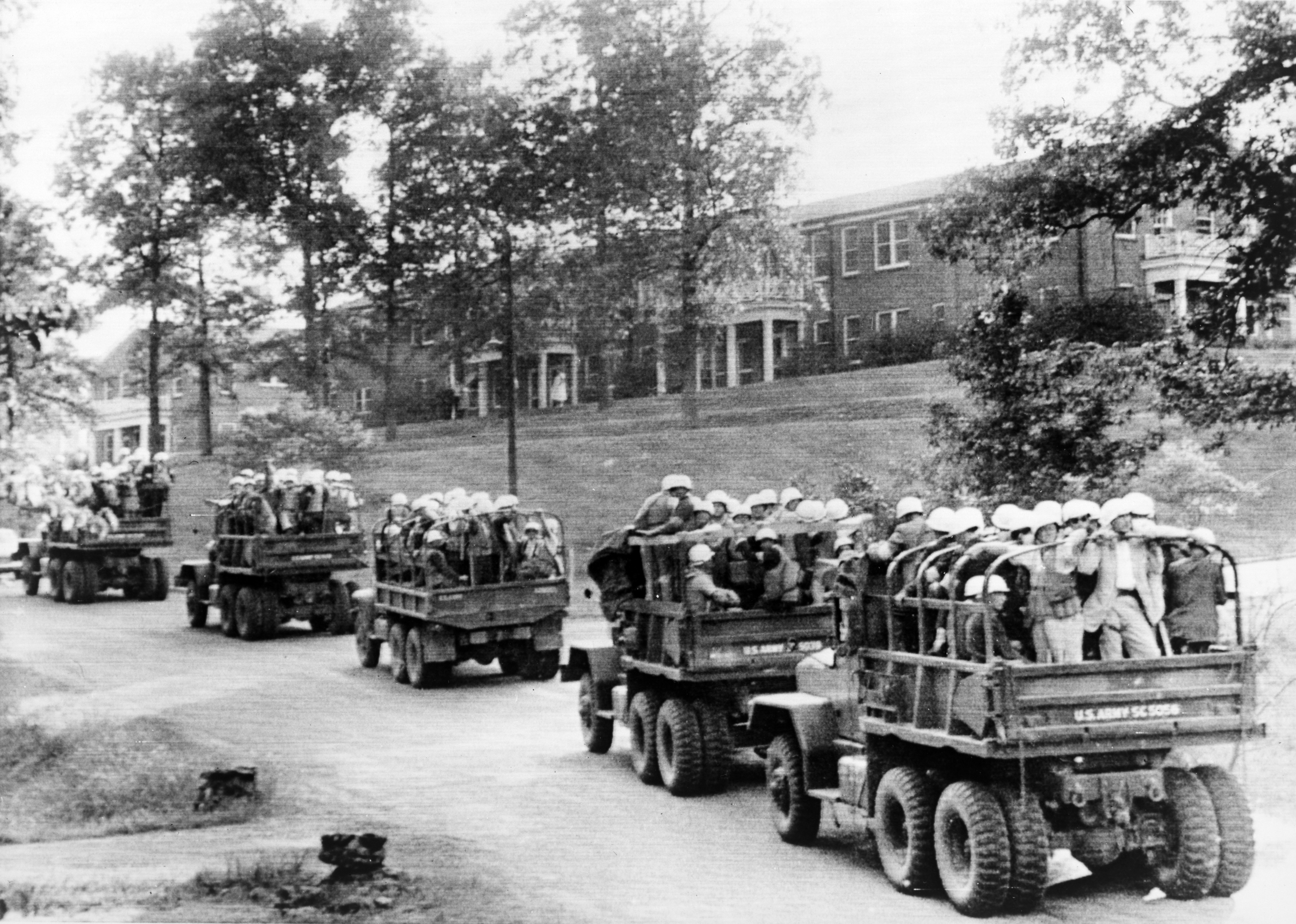
I soldati si recano all'università, ottobre 1962

Dunque, alle porte degli anni Sessanta il Sud ancora si ostinava a non integrare le proprie scuole.

Nel settembre del 1962 scoppiò uno scandalo. James Meredith vinse una causa legale per assicurarsi l'ammissione alla precedentemente segregata University of Mississippi. Provò ad entrare nel campus il 20 settembre, il 25 ed il 26. Ogni volta veniva respinto dal governatore Ross Barnett, che gli rispondeva:
(McCain, 1962)
Una corte statunitense rimase sconcertata dall'esito della vicenda ed ordinò di arrestare Barnett ed il suo vice, Paul B. Johnson, condannandoli a pagare 10'000$ per ogni giorno in cui si erano rifiutati di ammettere Meredith.
Il procuratore generale Robert Kennedy spedì sul posto un gruppo di U.S. Marshals. Il 30 settembre 1962, Meredith riuscì ad entrare nel campus, ma sotto scorta. Molti studenti bianchi (ma anche personale scolastico) si rivoltarono contro di lui quella sera stessa, lanciandogli delle pietre e sparando contro i marescialli che accompagnavano Meredith al Lyceum Hall. Due persone, tra cui un giornalista francese, rimasero vittime dell'attentato; 28 marescialli subirono colpi di arma da fuoco ed altri 160 riportarono ferite lievi. Il presidente John Fitzgerald Kennedy inviò truppe regolari al campus per risolvere la questione. Meredith poté iniziare i corsi il giorno dopo l'arrivo delle truppe.
Kennard ed altri attivisti continuarono a lavorare sulla desegregazione nelle università pubbliche. Nel 1965 Raylawni Branch e Gwendolyn Elaine Armstrong divennero i primi studenti afroamericani a frequentare ufficialmente la University of Southern Mississippi. In quel periodo, McCain si impegnò a farli entrare pacificamente.
Nel 2006, il giudice Robert Helfrich sentenziò che Kennard era innocente di fronte a tutte le accuse a suo carico e che la pena che aveva scontato negli anni Cinquanta era del tutto ingiustificata.

### La fine della segregazione nella scuola superiore di Little Rock

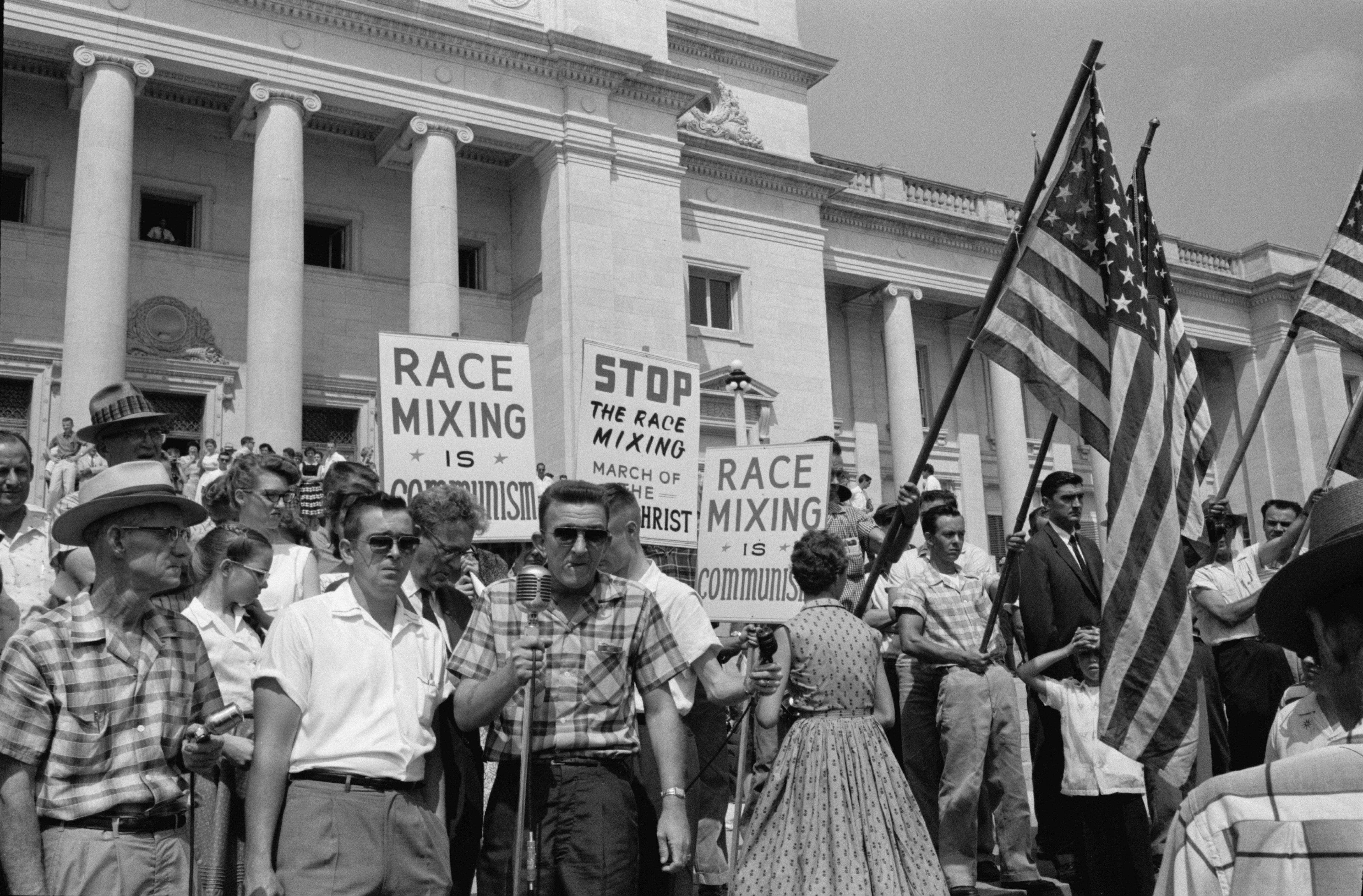
Genitori bianchi in protesta contro l'integrazione nelle scuole di Little Rock (1957).

A Little Rock, Arkansas, scoppiò una crisi quando il governatore Orval Faubus convocò la Guardia Nazionale, il 4 settembre 1957, per impedire l'ingresso a nove studenti e studentesse afroamericani che si erano dibattuti per poter frequentare una scuola integrata, la Little Rock Central High School. I nove ragazzi e ragazze, detti Little Rock Nine, erano stati ammessi per via dei loro ottimi voti.
Il primo giorno di scuola, una sola dei nove studenti si presentò perché non aveva ancora ricevuto la telefonata che la metteva in guardia circa il pericolo che correva andando a quella scuola. Fu molestata dai manifestanti bianchi al di fuori della scuola e la polizia dovette portarla via in una delle sue macchine per proteggerla. In seguito, i nove studenti dovevano chiedere un passaggio in jeep ed essere scortati fino in classe dal personale militare.
Faubus non era un segregazionista proclamato. Il Partito Democratico dell'Arkansas, che controllata la politica dello stato a quei tempi, fece pressioni sul governatore affinché rinunciasse alla sua battaglia contro la sentenza Brown v. Board of Education. Questa sua ostinazione lo portò a prendere posizione contro l'integrazione ed a scagliarsi contro il tribunale federale.
L'opposizione di Faubus fu tenuta d'occhio dall'allora presidente Dwight Eisenhower, determinato a far rispettare a tutti gli ordini dei tribunali federali. I detrattori sostenevano che il presidente fosse poco interessato alla questione della segregazione nelle scuole, tuttavia Eisenhower rispedì a casa tutti i militari federali e, per proteggere gli studenti, schierò a Little Rock la 101ª Airborne Division.
Gli studenti frequentarono la scuola in condizioni difficili. Dovettero convivere con beffardi ragazzi bianchi che sputavano addosso a loro, dovettero sopportare abusi verbali e molestie per l'intero anno. Sebbene i militari li scortassero nei corridoio tra un'aula e l'altra, non appena si assentavano qualche compagno ne approfittava per prendere in giro ed attaccare i nove studenti afroamericani. Una di loro, Minnijean Brown, fu sospesa dopo aver sparso una ciotola di chili sulla testa di uno studente bianco, stufa di essere presa di mira anche a mensa. Successivamente, fu del tutto espulsa con l'accusa di aver abusato verbalmente di una studentessa bianca. Solo Ernest Green, dei Little Rock Nine, si diplomò alla Central High School.
Dopo l'anno 1957-1958, la Little Rock chiuse completamente il suo sistema scolastico pubblico piuttosto che continuare con l'integrazione. Altri sistemi scolastici in tutto il Sud seguirono l'esempio.

### Robert F. William e i dibattiti sull'importanza della non-violenza (1958-1964)
Tra il 1958 e il 1964, negli Stati Uniti, si aprì un intenso dibattito all’interno del movimento per i diritti civili sulla strategia da adottare per combattere il razzismo: non-violenza o autodifesa? Una figura centrale in questo dibattito fu Robert F. Williams, attivista afroamericano, veterano della guerra di Corea e presidente della sezione NAACP (National Association for the Advancement of Colored People) di Monroe, nella Carolina del Nord.
In un contesto di violenza razzista crescente, Williams si convinse che la non-violenza non bastasse per proteggere la comunità nera dagli attacchi del Ku Klux Klan e della polizia. Organizzò così gruppi locali di autodifesa, composti soprattutto da ex militari afroamericani, che si preparavano a difendere i cittadini neri con le armi, se necessario.
Questa posizione scatenò forti polemiche: la dirigenza nazionale della NAACP, fedele alla linea non-violenta di Martin Luther King, lo sospese. Tuttavia, Williams ricevette molti consensi tra gli afroamericani del Sud, stanchi di subire passivamente abusi, e divenne un simbolo dell’autodifesa armata come forma di resistenza legittima.
Nel 1961, fu accusato di rapimento per un episodio controverso durante scontri razziali: una coppia bianca era entrata nella sua casa per sfuggire alla folla, e lui li ospitò per proteggerli, ma fu comunque incriminato. Per evitare un processo, Williams fuggì a Cuba, poi in Cina, da dove continuò a pubblicare articoli e trasmettere programmi radio per sostenere la lotta dei neri americani. Durante l’esilio scrisse il libro “Negroes With Guns” (1962), che divenne un testo fondamentale per il pensiero radicale nero.
Le sue idee influenzarono anche attivisti come Malcolm X, che rivendicava il diritto degli afroamericani all’autodifesa e criticava l’efficacia della non-violenza contro un sistema profondamente violento. E proprio Negroes With Guns fu una delle fonti d’ispirazione principali per i fondatori del Black Panther Party, Huey Newton e Bobby Seale, che nel 1966 diedero vita a un movimento basato su programmi di autodifesa, sorveglianza armata della polizia e protezione della comunità afroamericana.
In conclusione, tra il 1958 e il 1964, Robert F. Williams mise in discussione il monopolio della non-violenza nel movimento per i diritti civili e aprì la strada a un pensiero più radicale. La sua eredità sarà raccolta da Malcolm X, dai Black Panthers e dal movimento Black Power, trasformando per sempre il modo in cui gli afroamericani concepivano la loro lotta per la giustizia e la libertà.

(testo non del tutto affidabile, ma meglio di niente)

### I sit-in tra 1958 e 1960
Nel luglio 1958, il NAACP Youth Council organizzò e sponsorizzò sit-in al bancone da pranzo di un Dockum Drug Store nel centro di Wichita, Kansas. Dopo tre settimane, il movimento fece cambiare idea ai gestori del locale, convincendoli a rivedere la loro politica sulla segregazione dei posti. Poco a poco, tutti i negozi Dockum in Kansas smisero di tenere separati bianchi e neri ai tavoli. Questa idea fu seguita con successo da un altro gruppo di studenti, con un sit-in a Oklahoma City guidato da Clara Luper.
Un gruppi di studenti per lo più neri, provenienti da vari college locali, organizzò un sit-in in un Woolworth di Greensboro, nella Carolina del Nord. Il 1º febbraio 1960, quattro studenti (Ezell A. Blair Jr., David Richmond, Joseph McNeil e Franklin McCain) del North Carolina Agricultural & Technical College, un college esclusivo per gente di colore, si sedettero al bancone segregato per protestare contro la politica di Woolworth di escludere gli afroamericani dal servizio ai tavoli dei bianchi. I quattro studenti acquistarono piccoli oggetti in altre parti del negozio e conservarono gli scontrini, poi andarono nella sala pranzo per chiedere da mangiare. Dopo essersi visti negare il servizio, tirarono fuori gli scontrini e le ricevute chiedendo per quale motivo i loro soldi valessero ovunque nel negozio eccetto al banco per il pranzo.
I manifestanti erano stati incoraggiati a vestirsi decentemente, a sedere tranquillamente occupando solo uno sgabello ogni due, così da lasciare spazio solo a potenziali simpatizzanti bianchi. Il sit-in di Greensboro fu rapidamente seguito da altri a Richmond (Virginia), Nashville (Tennessee) e ad Atlanta (Georgia). L'effetto immediato di questi si ebbe solo a Nashville, dove centinaia di altre proteste simili, perpetuate da studenti universitari disciplinati, andarono di pari passo con altre campagne di boicottaggio. In questo modo, l'eco delle manifestazioni raggiunse ogni angolo degli Stati Uniti, dove migliaia di studenti fecero come i loro compagni, talvolta non sempre senza intoppi che richiedessero l'intervento della polizia e della forza bruta.
La tecnica del sit-in non era nulla di nuovo sotto il sole. Nel 1939, l'avvocato afroamericano Samuel Wilbert Tucker aveva organizzato un primo sit-in nell'allora segregata Alexandria, in Virginia, presso una biblioteca. Nel corso degli anni Sessanta questa tattica si diffuse in varie nazioni e nel 1960 riuscì a portare l'attenzione nazionale sul movimento. Il 9 marzo 1960 un gruppo di studenti dell'Atlanta University Center pubblicarono un appello per i diritti umani che finì sulle pagine dei quotidiani, tra cui Atlanta Journal, Atlanta Constitution e Daily World Atlanta. Noto come "Comitato per l'Appello per i Diritti Umani" (Committee on the Appeal for Human Rights o più semplicemente COAHR), il gruppo avviò un movimento studentesco in città (Atlanta Student Movement) e condusse sit-in per tutto il biennio 1960-1961. Già entro la fine del 1960 le loro iniziative si erano sparse in Nevada, Illinois e Ohio.
I manifestanti non puntavano unicamente ai posti dove mangiare, bensì anche a parchi, spiagge, biblioteche, teatri, musei ed altre strutture pubbliche. Nell'aprile 1960 gli attivisti di Atlanta furono invitati da una loro "collega", Ella Baker, che tenne una conferenza presso l'Università di Shaw, un istituto unicamente per afroamericani situato a Raleigh, in Carolina del Nord. Tale conferenza portò alla formazione dello Student Nonviolent Coordinating Committee (SNCC). L'SNCC prese molto a cuore queste tattiche di scontro nonviolento e le freedom rides. Nel momento in cui la Costituzione stava cambiando a favore dello stop alla segregazione sui mezzi pubblici, alcuni giovani viaggiarono in autobus (in inglese si usa il verbo to ride) verso il Sud per invogliare la gente a sfidare chi non voleva l'applicazione di tali sentenze. Gli stati del Sud, infatti, tendevano a non rispettare le decisioni governative o quantomeno non si assicuravano che fossero effettivamente rispettate dai cittadini.

### Freedom Riders: il diritto di voto
Dopo i freedom riders, i leader neri del Mississippi, quali Amzie Moore, Aaron Henry, Medgar Evers ed altri chiesero all'SNCC di aiutare gli elettori neri a registrarsi e di lavorare per ottenere la fiducia delle comunità del Sud, per avere un po' di influenza politica sullo Stato. Nel 1890 il Mississippi ratificò la sua nuova costituzione: 70 anni dopo, ancora rendeva proibitiva la partecipazione al voto per i neri, sia per le intimidazioni e le violenze che gli afroamericani potevano subire, sia perché era necessario passare attraverso una fitta burocrazia per la quale, spesso, i neri venivano del tutto esclusi dalle liste elettorali.
Negli anni Cinquanta, per la cultura della supremazia bianca impedire ai neri di votare era un atto essenziale. Nell'autunno 1961, Robert Moses, membro dell'SNCC, avviò un progetto di registrazione dei votanti a McComb. I loro sforzi furono accolti con una violenta repressione statale e locale, specialmente da filoni del Ku Klux Klan. Gli attivisti furono picchiati, arrestati e l'attivista Herbert Lee fu assassinato.
L'opposizione dei bianchi alla partecipazione politica dei neri in Mississippi era così intensa che gli attivisti del Nord ritennero opportuno unire le forze e lavorare congiunti per avere più margini di successo. Nel 1962, i rappresentanti di SNCC, CORE e NAACP formarono il Consiglio delle Federazioni Organizzate (Council of Federated Organizations, COFO). In breve, SCLC divenne parte del COFO.
Nella primavera del 1962, con i fondi del progetto Voter Education, SNCC e COFO diedero inizio alla registrazione degli elettori nella zona del Delta del Mississippi intorno Greenwood, Hattiesburg, Laurel e Holly Springs. Come a McComb, i loro sforzi furono accolti con feroci attacchi e arresti, pestaggi, sparatorie, incendi dolosi ed omicidi. Coloro ammessi al voto decisero di imporre un test di alfabetizzazione così alto da tagliar fuori tutti i neri, dal momento che lo standard era così alto che nemmeno uno studente di alto livello avrebbe potuto tenergli testa. Inoltre, molti padroni di casa sfrattarono alcuni neri e i datori di lavoro li licenziarono. Sebbene questi atti riducessero notevolmente l'affluenza alle urne da parte dei neri, le rivolte nazionali incominciarono a destare l'attenzione di tutto il Paese.
Altre campagne simili nacquero in Louisiana, Alabama, Georgia e Carolina del sud. Nel 1963 divennero parte integrante del Movimento per i diritti civili e, dopo il passaggio del Civil Rights Act del 1964, la tutela del diritto al voto e l'agevolazione nelle procedure elettorali divenne l'obiettivo principale del succitato movimento. Nel 1965 si giunse al Voting Rights Act, che impose a tutti gli stati di garantire il diritto costituzionale ed innegabile di voto a tutti i cittadini americani.

### Il movimento di Albany (1961-1962)
L'SCLC, che era stata criticata da alcuni studenti attivisti dopo il suo fallito coinvolgimento nelle freedom rides, investì molte delle sue risorse ed il suo prestigio in una campagna di desegregazione ad Albany, in Georgia, nel novembre 1961. King, criticato aspramente dall'SNCC per aver preso le distanze dai pericoli affrontati dalle organizzazioni locali, dopo essere stato soprannominato De Lawd (che nello slang americano significa "Il signore", traducibile con "Il signorotto"), intervenne personalmente per assistere alla campagna dello SNCC e di altre organizzazioni.
Tale campagna fu un fallimento a causa delle astute tattiche di Laurie Pritchett, capo della polizia locale, e di divisioni interne alle comunità nere. Gli obiettivi non furono chiari a sufficienza. Pritchett mantenne il controllo dei manifestanti senza ricorrere a repressioni violente ed evitando clamorose proteste che avrebbero infiammato l'opinione pubblica nazionale. Inoltre, si adoperò affinché i protestanti arrestati fossero tenuti in cella in comunità dei dintorni e non in città. Vide la presenza di King come una minaccia potenziale e perciò evitò di incastrarlo, ben sapendo che il predicatore avrebbe poi animato ancora di più le folle. King lasciò la città nel 1962, senza aver ottenuto alcun successo rilevante. Il movimento locale, tuttavia, continuò a dibattersi per la desegregazione, raggiungendo importanti traguardi negli anni seguenti.

### Il presidente Kennedy e la marcia su Washington
Asa Philip Randolph aveva programmato una marcia su Washington già nel 1941 per sostenere le richieste di eliminazione della discriminazione sul lavoro nel settore della difesa. Organizzò poi una marcia quando l'amministrazione Roosevelt si interessò alla questione e pubblicò l'Ordine Esecutivo 8802 per eliminare la discriminazione razziale e creare un'agenzia per assicurare il rispetto dell'ordinanza.

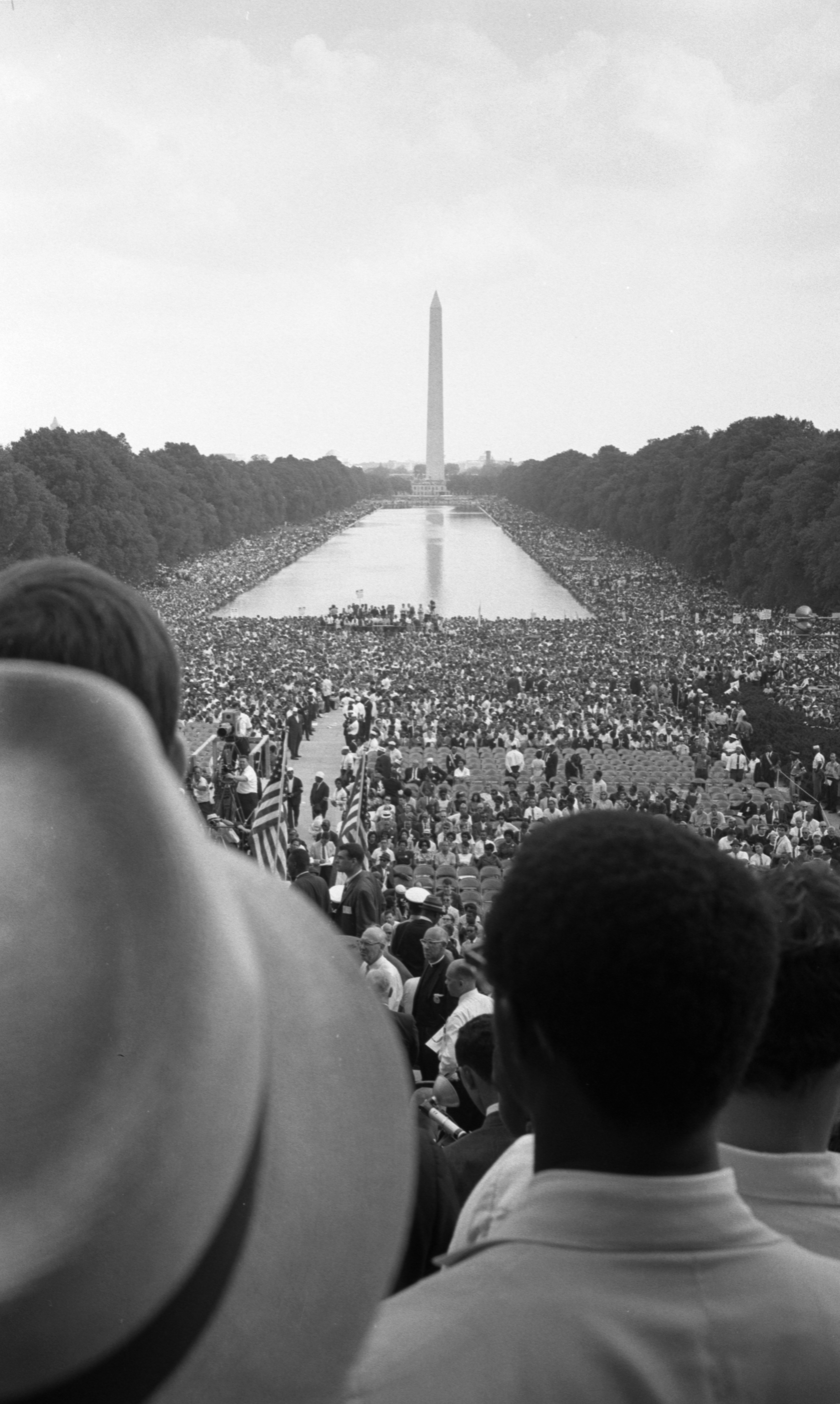
La marcia del 1963

Randolph e Bayard Rustin furono i principali progettisti della seconda marcia proposta nel 1962. Nel 1963, l'amministrazione Kennedy inizialmente si oppose alla marcia per la preoccupazione che avrebbe avuto un impatto negativo sulla coalizione politica favorevole al passaggio della legislazione sui diritti civili. Tuttavia, Randolph e Martin Luther King erano sicuri che la marcia avrebbe, per contro, sortito l'effetto opposto. Con la marcia in arrivo, i Kennedy decisero che era importante collaborare con le comunità afroamericane per assicurarne il successo. Preoccupato per l'affluenza, il presidente Kennedy chiese aiuto a varie chiese ed associazioni religiose con l'aggiunta anche di alcuni sindacati, per garantire la sicurezza e la mobilità ai manifestanti.
La marcia si tenne il 28 agosto 1963. A differenza di quanto programmato per quella del 1941, per la quale Randolph aveva incluso solo organizzazioni capeggiate da neri, l'evento del 1963 fu uno sforzo di collaborazione di tutte le principali organizzazioni per i diritti civili, l'ala più progressista del movimento dei lavoratori e di altre organizzazioni liberali, in cui erano presenti anche bianchi. La marcia aveva sei obiettivi ufficiali:

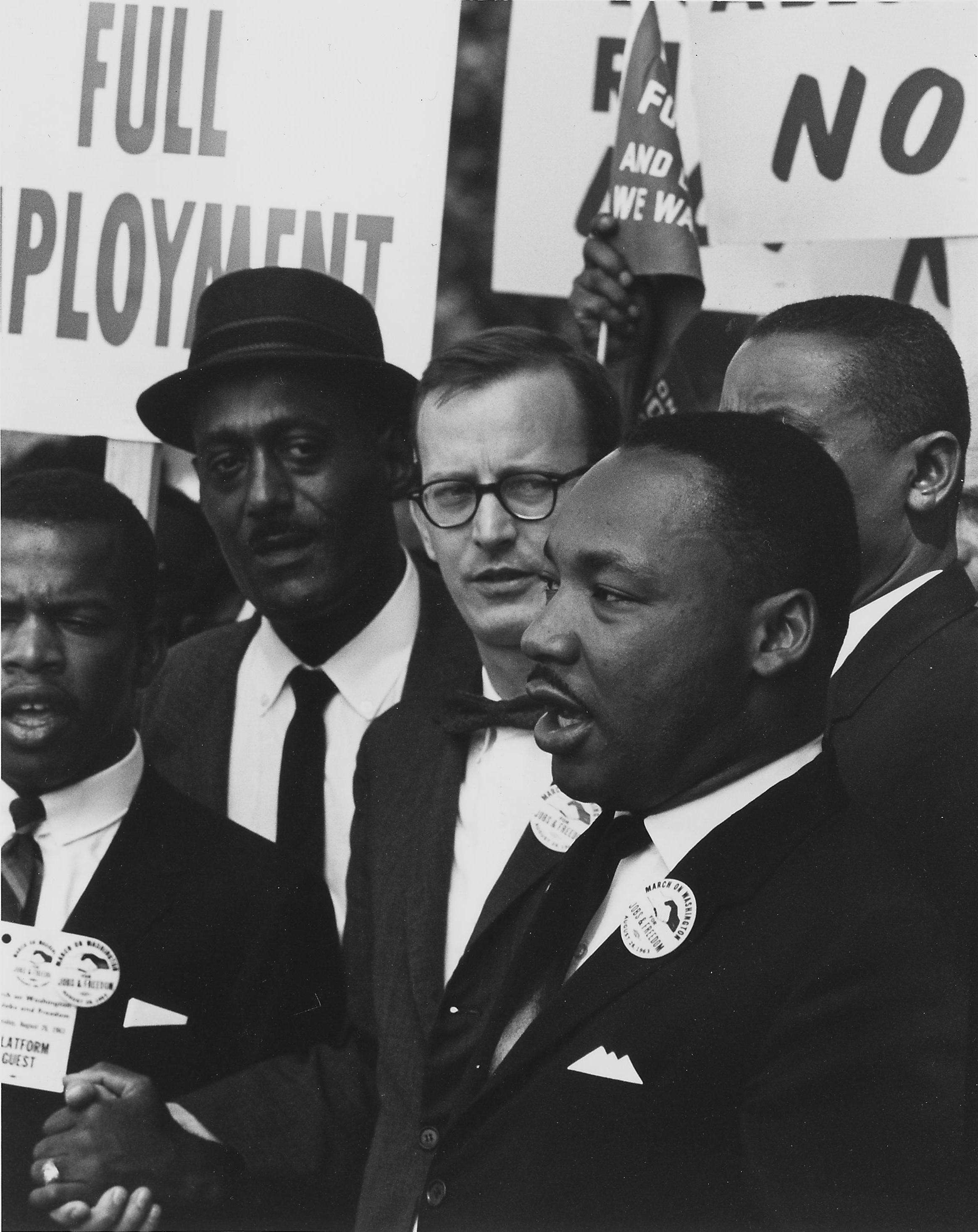
Il discorso di Martin Luther King

- leggi significative per i diritti civili
- un massiccio programma di lavori federali
- pari opportunità di lavoro ed equi stipendi
- alloggi decenti
- diritto di voto
- adeguata istruzione e fine delle segregazione nelle scuole

Di questi, il principale obiettivo della marcia era l'approvazione della legge per i diritti civili che l'amministrazione Kennedy aveva proposto, dopo gli sconvolgimenti di Birmingham. L'attenzione dei media nazionali contribuì enormemente a pubblicizzare l'evento ed ebbe un forte impatto sugli Stati Uniti, mentre altri Paesi del mondo stavano a guardare. William Thomas ha raccontato che "oltre cinquecento cameramen, tecnici e corrispondenti dei maggiori network televisivi e radiofonici erano presenti per l'evento. Ci saranno state più telecamere allora che per l'ultima inaugurazione del mandato presidenziale. Una telecamera fu posizionata in cima al Monumento di Washington, dando un'idea dell'incredibile folla di gente giunta in città". Intervistando i manifestanti, mostrando i loro cartelli e ponendo loro domande specifiche, le stazioni televisive giocarono un ruolo importante nel riecheggiare l'evento in tutte le case americane.
La marcia fu un successo, tuttavia non mancarono le controversie. Tra 200.000 e 300.000 dimostranti si riunirono al Lincoln Memorial, dove King fece il suo celebre discorso, passato alla storia come I Have a Dream ("io ho un sogno"). Mentre molti giornalisti applaudirono l'amministrazione Kennedy per gli sforzi fatti per ottenere una legislazione salda e giusta, John Lewis dell'SNCC se la prese con il governo per essersi accorto solo allora dei problemi affrontati dalla gente di colore nel Sud.
Dopo la marcia, King ed altri leader incontrarono il presidente Kennedy alla Casa Bianca. Anche se il governo appariva sinceramente intenzionato a far passare la legge per i diritti civili, non era chiaro se davvero avesse l'appoggio del Congresso oppure no. Ad ogni modo, la questione non si risolse: il 22 novembre 1963 Kennedy fu assassinato. Fortunatamente, il suo successore, Lyndon Johnson, decise di sfruttare l'occasione per mantenere viva la fiamma accesa dalla marcia e continuare con l'operato di Kennedy.

### Malcolm X si unisce al movimento
Nel marzo 1964, Malcolm X (alias Malik El-Shabazz), rappresentante nazionale islamico, si allontanò dalle organizzazioni religiose di cui era membro e fece offerte pubbliche per poter collaborare con qualunque associazione per i diritti civili che avrebbe accettato il diritto all'autodifesa e la filosofia del nazionalismo nero (Black Nationalism). Gloria Richardson, dirigente della sezione di Cambridge (Maryland) dello SNCC, leader della ribellione di Cambridge e partecipante della marcia su Washington, immediatamente accolse la richiesta di Malcolm. La signora Richardson, la donna più di spicco tra i leader dei diritti civili, disse al The Baltimore Afro-American che "Malcolm è molto pratico... Il governo federale si è spinto verso situazioni di conflitto in cui si richiede l'insurrezione. L'auto difesa potrebbe spingere Washington ad intervenire a breve".
Il 26 marzo 1964, mentre il Civil Rights Act stava affrontando la dura opposizione del Congresso, Malcolm tenne un incontro pubblico con Martin Luther King a Washington. Malcolm aveva tentato di stabilire un contatto con King già nel 1957, ma King lo aveva sempre ignorato. Malcolm aveva risposto definendolo uno "zio Tom" che aveva voltato le spalle ai militanti neri per poter placare la struttura governativa dei bianchi. Tuttavia, i due uomini erano "dalla parte dei buoni" durante il loro incontro faccia a faccia. Ci sono prove che King si stesse preparando a sostenere il piano di Malcolm di citare in causa gli Stati Uniti di fronte all Nazioni Unite, con l'accusa di violazione dei diritti umani contro gli afroamericani. Malcolm era convinto di dover incoraggiare i nazionalisti neri per poter ridefinire il movimento degli anni sessanta, espanderlo e radicalmente cambiarlo.
Gli attivisti per i diritti civili divennero estremamente combattivi tra il 1963 ed il 1964, a fronte di eventi come la vanificazione delle campagne di Albany, la repressione della polizia, l'assassinio di Medgar Evers ed il terrorismo operato dal Ku Klux Klan a Birmingham. Il direttore del NAACP del Mississippi, Charles Evers (il fratello di Medgar), disse durante una conferenza del NAACP il 15 febbraio 1964 che "la non violenza non avrà effetto nel Mississippi... ce ne siamo fatti una ragione... ma se un uomo bianco sparerà ad un nero del Mississippi, noi risponderemo". La repressione dei sit-in di Jacksonville in Florida, provocò una rivolta che vide molti giovani neri lanciare bottiglie Molotov alla polizia il 24 marzo 1964. Malcolm X era molto attivo all'epoca e con i suoi discorsi avvertiva che una simile azione di sommossa sarebbe andata accentuandosi se i diritti degli afroamericani non fossero stati pienamente riconosciuti. Nel suo celebre discorso nell'aprile 1964, noto come The Ballot or the Bullet ("Il voto o la pallottola"), Malcolm lanciò un ultimatum all'America dei bianchi: "C'è una nuova strategia in atto. Questo mese saranno bottiglie Molotov, il prossimo bombe a mano e qualcos'altro il mese ancora dopo. Saranno voti, o saranno proiettili".
Come sottolineato nell'opera Eyes on the Prize, "Malcolm X ebbe un impatto profondo sul movimento per i diritti civili. Nel Sud c'era una secolare tradizione del "fai-da-te". Le idee di Malcolm X si erano ora unite a quella cultura". L'autosufficienza divenne uno scottante argomento nella convention del Partito Democratico del 1964.

## La non-violenza
Durante il periodo oggi considerato come "l'era dei diritti civili degli afroamericani" ci fu un massiccio uso di proteste non violente o del tutto pacifiche. Queste pratiche vengono spesso accomunate sotto il termine di pacifismo, benché il metodo della non violenza sia anche visto come un semplice tentativo di influenzare la società o di attirare l'attenzione su un tema specifico. Sebbene gli atti di discriminazione razziale si siano verificati un po' ovunque negli Stati Uniti nel corso dei secoli, forse le regioni più violente o più interessate da questo fenomeno furono gli ex stati confederati, principalmente il Sud quindi. Durante gli anni Cinquanta e Sessanta del secolo scorso, la protesta non violenta di vari movimenti riuscì a rompere il muro del silenzio e dell'omertà, attirando l'attenzione nazionale e smuovendo le acque.
Al fine di prepararsi per le proteste, sia fisicamente che psicologicamente, i manifestanti ricevevano una formazione alla nonviolenza. Stando a quanto affermato dall'ex attivista Bruce Hartford, ci sono due rami principali di educazione alla nonviolenza. L'approccio filosofico implica la comprensione di questo metodo e il perché sia utile mentre il metodo tattico insegna, in ultima analisi, come essere dei veri manifestanti pacifici: come si organizza e si partecipa ad un sit-in, come ci si difende da un attacco, come restare calmi quando le persone ti insultano, ti percuotono o ti gettano addosso degli oggetti eccetera... Il metodo filosofico della nonviolenza è stato in gran parte ripreso dalla "non-cooperazione" di Mahatma Gandhi con i coloni inglesi in India. Gandhi, infatti, utilizzava questa forma di libera protesta allo scopo di attirare l'attenzione di modo che il pubblico potesse comprendere o aprire gli occhi di fronte ad una determinata situazione e potesse "intervenire in anticipo", evitare che si raggiungesse il punto di non ritorno oppure "fare pressione sui governi a sostegno delle azioni da intraprendere". Come spiega Hartford, attivisti come lui studiarono la non violenza tattica e ritennero necessario, ai fini di garantire la sicurezza interna ai vari movimenti, insegnare ai manifestanti anche la fiducia reciproca e a sostenersi a vicenda, per evitare che singoli individui potessero mandare a monte alcuni progetti.
Per molti, il concetto di protesta non violenta era un modo di vivere, una cultura. Tuttavia, non tutti erano d'accordo con questa idea. James Forman, ex SNCC (e più tardi Black Panther) è contrario. Nella sua autobiografia, The Making of Black Revolutionaries, Forman ha rivelato il suo punto di vista sul metodo della nonviolenza, vista come "strettamente una tattica, non un modo di vivere senza limitazioni." Allo stesso modo, Robert Moses, che era anche un membro attivo dell'SNCC, riteneva che il metodo della nonviolenza fosse solo un atto pratico. Intervistato dall'autore Robert Penn Warren, Moses disse "Non c'è dubbio che egli [Martin Luther King Jr.] abbia avuto una grande influenza sulle masse. Ma io non credo che sia nella direzione dell'amore. È in una direzione pratica...".
Il 10 dicembre 1964, King ricevette il premio Nobel per la pace, il più giovane uomo a riceverlo: aveva appena 35 anni.

## Attivisti individuali
- Ralph Abernathy
- Victoria Gray Adams
- Maya Angelou
- Ella Baker
- James Baldwin
- Marion Barry
- Daisy Bates
- Fay Bellamy Powell
- James Bevel
- Claude Black
- Unita Blackwell
- Julian Bond
- Amelia Boynton
- Anne Braden
- Carl Braden
- Mary Fair Burks
- Stokely Carmichael
- Septima Clark
- Albert Cleage
- Charles E. Cobb Jr.
- Annie Lee Cooper
- Dorothy Cotton
- Claudette Colvin
- Jonathan Daniels
- Annie Devine
- Doris Derby
- Marian Wright Edelman
- Medgar Evers
- Myrlie Evers-Williams
- James L. Farmer Jr.
- Karl Fleming
- Sarah Mae Flemming
- James Forman
- Frankie Muse Freeman
- Fred Gray
- Dick Gregory
- Prathia Hall
- Fannie Lou Hamer
- Lorraine Hansberry
- Lola Hendricks
- Aaron Henry
- Myles Horton
- T. R. M. Howard
- Winson Hudson
- Jesse Jackson
- Jimmie Lee Jackson
- Esau Jenkins
- Gloria Johnson-Powell
- Clyde Kennard
- Coretta Scott King
- Martin Luther King Jr.
- Bernard Lafayette
- W. W. Law
- James Lawson
- John Lewis
- Viola Liuzzo
- Joseph Lowery
- Autherine Lucy
- Clara Luper
- Thurgood Marshall
- James Meredith
- Loren Miller
- Jack Minnis
- Anne Moody
- Harry T. Moore
- E. Frederic Morrow
- Robert Parris Moses
- Bill Moyer
- Diane Nash
- Denise Nicholas
- Edgar Nixon
- David Nolan
- James Orange
- Nan Grogan Orrock
- Rosa Parks
- Rutledge Pearson
- George Raymond Jr.
- James Reeb
- Frederick D. Reese
- Gloria Richardson
- Jo Ann Robinson
- Ruby Doris Smith-Robinson
- Bayard Rustin
- Cleveland Sellers
- Charles Sherrod
- Fred Shuttlesworth
- Modjeska Monteith Simkins
- Charles Kenzie Steele
- Dempsey Travis
- C. T. Vivian
- Wyatt Tee Walker
- Hosea Williams
- Robert F. Williams
- Malcolm X
- Andrew Young

### Altri artisti e attivisti coinvolti
- Bill Russell
- Billie Holiday
- James Brown
- Muhammad Ali
- Joan Baez
- Harry Belafonte
- Ralph Bunche
- Guy Carawan
- Robert Carter
- William Sloane Coffin
- Ossie Davis
- Ruby Dee
- James Dombrowski
- W. E. B. Du Bois
- Virginia Durr
- Bob Dylan
- John Hope Franklin
- Jack Greenberg
- Anna Arnold Hedgeman
- Dorothy Height
- Charlton Heston
- Mahalia Jackson
- Clarence Jordan
- Stetson Kennedy
- Arthur Kinoy
- William Kunstler
- Staughton Lynd
- Constance Baker Motley
- Nichelle Nichols
- Phil Ochs
- Odetta
- Sidney Poitier
- Asa Philip Randolph
- Paul Robeson
- Jackie Robinson
- Pete Seeger
- Nina Simone
- Norman Thomas
- Roy Wilkins
- Whitney Young
- Howard Zinn

### Storiografia
- Armstrong, Julie Buckner, ed. The Cambridge Companion to American Civil Rights Literature (Cambridge University Press, 2015). xxiv, 209 pp.
- Fairclough, Adam. "Historians and the Civil Rights Movement." Journal of American Studies (1990) 24#3 pp: 387-398.  in JSTOR.
- Frost, Jennifer. "Using "Master Narratives" to Teach History: The Case of the Civil Rights Movement." History Teacher (2012) 45#3 pp: 437-446.  Online (PDF).
- Hall, Jacquelyn Dowd. "The long civil rights movement and the political uses of the past." Journal of American History (2005) 91#4 pp: 1233-1263.
- Lawson, Steven F. "Freedom Then, Freedom Now: The Historiography of the Civil Rights Movement," American Historical Review (1991) 96 #2, pp. 456–471  in JSTOR.
- Sandage, Scott A. "A marble house divided: The Lincoln Memorial, the civil rights movement, and the politics of memory, 1939-1963." Journal of American History (1993): 135-167.  Online (PDF). URL consultato il 3 settembre 2017 (archiviato dall'url originale il 2 aprile 2015).

### Risorse principali
- Carson, Clayborne; Garrow, David J.; Kovach, Bill; Polsgrove, Carol, eds. Reporting Civil Rights: American Journalism 1941–1963 and Reporting Civil Rights: American Journalism 1963–1973. New York: Library of America, 2003. ISBN 1-931082-28-6 and ISBN 1-931082-29-4.
- Dann, Jim. Challenging the Mississippi Firebombers, Memories of Mississippi 1964–65. Baraka Books 2013. ISBN 978-1-926824-87-1
- Holsaert, Faith et al.  Hands on the Freedom Plow Personal Accounts by Women in SNCC.. University of Illinois Press, 2010. ISBN 978-0-252-03557-9.